# Feuerwehrmann Sam
Feuerwehrmann Sam (Originaltitel: Fireman Sam bzw. Sam Tân) ist eine walisische Trickfilm- und Animationsserie, die 1985 von dem in Cardiff geborenen Cartoonisten Rob Lee entwickelt wurde. Die Idee stammte von zwei Feuerwehrleuten aus Kent. Sie wurde parallel auf Walisisch und Englisch produziert und von den Fernsehsendern S4C und BBC ausgestrahlt. Die englische Erstausstrahlung erfolgte dabei zwei Jahre später am 17. November 1987. In Neuauflagen wurde immer modernere Technik eingesetzt.
Die Serie handelt vom Berufsfeuerwehrmann Sam, der in der kleinen Feuerwache des fiktiven walisischen Ortes Pontypandy arbeitet. Die Episoden handeln von kleinen Unfällen, bei denen Sam immer als Retter in der Not zu Hilfe kommt. Die Intention ist, Kindern Brandverhütung näherzubringen und sie zu ermutigen, bei Gefahr den Notruf zu wählen. Angesprochen werden sollen Kinder zwischen drei und sechs Jahren, weshalb Eigeninitiative bei der Brandbekämpfung oder Personenrettung nicht gezeigt oder gar vorgeschlagen wird. Die Geschichten sind einfach und die Anzahl der handelnden Personen niedrig gehalten.
Die Serie wurde in drei unterschiedlichen Produktionsarten hergestellt und in über 40 Länder verkauft, vor allem die modernen Episoden ab 2005.

## Anfänge
Die ersten vier Staffeln entstanden in den Jahren 1987, 1988, 1990 und 1994. Sie enthalten je 8 Episoden, eine Sonderfolge wurde später als neunte Folge der Staffel 3 zugeordnet. Zum Einsatz kamen Puppen, die mittels Stop-Motion-Technik animiert wurden. Im Original wurden sämtliche Figuren von nur einem Sprecher gesprochen. Nach mehrjähriger Pause folgte im Jahr 2004 eine fünfte Staffel (Folge 34–59) mit bereits etwas modernerem Produktionsverfahren – nun waren z. B. auch Lippenbewegungen vorhanden.

## Animierte Staffeln
Seit Staffel 6 wird vollständig auf Computeranimation gesetzt, seit Staffel 8 (Folge 112) wird im HD-Standard produziert. Im Laufe der Zeit kamen immer weitere Figuren und Handlungsorte hinzu, auch die Feuerwehrstation wurde immer größer und realitätsnäher in Szene gesetzt.

### 2008–2009 (Staffel 6–7)
Die Staffeln 6 und 7 (Folge 60–111) wurden – wie schon Staffel 5 – von HIT Entertainment hergestellt. Das Aussehen der Figuren wurde weitgehend beibehalten. Durch die einfachere Herstellungsweise konnten weitere Figuren hinzugefügt werden. Pontypandy liegt nun am Meer und hat einen Hafen, die Feuerwehr daher auch ein Boot. Die bereits bekannten Zwillinge Sarah und James bekamen Eltern: Den Fischer Charlie und die Wirtin Bronwyn, die in der deutschen Übersetzung Gwendolyn heißt. Charlie ist Sams Bruder. Die Pizzabäckerin Bella Lasagne pausiert in diesen Folgen.
Die jeweils 26 Folgen der beiden Staffeln werden im deutschen Fernsehen als sechste Staffel mit 52 Folgen gezeigt. Dabei sind als siebte Staffel die Episoden 1 bis 26 und als sechste Staffel die Episoden 27 bis 52 (mit einer Vertauschung) zu sehen.

### 2012 (Staffel 8)
Die achte Staffel (Folge 112–137) wurde mit weiteren Figuren und Fahrzeugen ausgestattet. So hat Sam nun auch ein Quad namens Merkur als Einsatzfahrzeug. Die Feuerwehr verfügt auch über einen Quadrokopter mit Ortungssensoren, der Saturn heißt. Neu ist z. B. die chinesischstämmige Familie Chen und der Bergsteiger Moose. Pontypandy hat auch einen Bahnhof mit Dampflokbetrieb. Eine eingleisige Strecke führt in die Berge. Das schienengebundene Löschfahrzeug Bessie, ein altes Feuerwehrauto ohne Reifen, das Steele restauriert hat, ist dort im Einsatz.

### 2014 (Staffel 9)
Die neunte Staffel (Folge 138–162) wurde ab dem 7. Mai 2016 auf KiKA erstausgestrahlt. In dieser wurde der Einsatz auf See erneuert. Nun steht eine ganze Küstenwachenstation mit dem Löschschiff Titan und dem Jetski Juno zur Verfügung. Neu sind Ben von der Küstenwache und die Familie Sparkes, deren Mädchen im Rollstuhl sitzt.

### 2016 (Staffel 10)
Im Februar 2016 begann Channel 5 mit der Ausstrahlung der zehnten Staffel (Folge 163–187). Die Erstausstrahlung dieser Staffel bei KIKA begann am 18. Oktober 2018.

### 2020 (Staffel 11)
Im November 2017 startete die Ausstrahlung der elften Staffel (Folge 188–200) auf Englisch. Die Erstausstrahlung dieser Staffel auf deutsch begann Ende Juni 2020. Außerdem ist die elfte Staffel die erste Staffel, die von Mattel Television produziert wurde.

### 2021 (Staffel 12)
Im Juni 2021 (21.–29.06.) erschien die zwölfte Staffel (Folge 201–213) von Feuerwehrmann Sam zusammen mit dem fünften Kinofilm, in dem auch die Polizei dazukommt. Diese Staffel besteht aus 13 Episoden und wurde im Jahr 2020 erstmals auf Englisch gezeigt.

### 2022 (Staffel 13)
Im Oktober 2021 startete die Ausstrahlung der 13. Staffel (Folge 214–239) auf Englisch. Die Erstausstrahlung dieser Staffel auf Deutsch begann Mitte September 2022.

### 2023 (Staffel 14)
Am 1. November 2022 begann die Ausstrahlung von Staffel 14 (Folge 240–265). Die Deutsche Erstausstrahlung fand vom 30. August bis zum 22. September 2023 auf KiKA statt.

### 2024 (Staffel 15)
Staffel 15 wurde zeitgleich mit Staffel 14 in Auftrag gegeben.

### Vorspann und Titellied
Der Vorspann wurde für Staffel 6 auf 30 Sekunden gekürzt und dahingehend korrigiert, dass Sam seinen Helm erst nach der Rutschstange in der Wagenhalle nimmt und aufsetzt.
Wegen der Verkürzung wurde nur die erste Strophe des Titelliedes gesungen. Die zweite Strophe ist nur im Film Pontypandy in Gefahr zu hören.
Der Text des deutschen Titelliedes wurde jedoch geändert auf:
Alarm, es kommt ein Notruf an,
Feuerwehrmann Sam ist unser Mann.
Ganz egal, was auch passiert,
er bleibt ruhig und konzentriert.
0Denn er löscht jeden Brand,
0ja Feuerwehrmann Sam,
0dafür ist er bekannt,
0ja Feuerwehrmann Sam.
0Was immer dich bedroht,
0Sam hilft dir in der Not!
Am Land, im Wasser, in der Luft,
Sam hört jeden Hilferuf.
Sam und seine Crew sind hier,
sind zur Stelle, helfen dir.
0Denn …
Englische Fassung:
When he hears that fire alarm
Sam is always cool and calm.
If you’re stuck, give him a shout,
he’ll be there to help you out.
0So, move aside, make way,
0for Fireman Sam
0’cause he’s gonna save the day,
0Fireman Sam
0’cause he’s brave to the core,
0Sam is the hero next door!
If there’s trouble, he’ll be there,
underground or in the air.
Fireman Sam and all the crew,
they’ll be there to rescue you.
0So …
Alte Fassung des deutschen Titelliedes:
Wenn er die Sirene hört,
dann fühlt Sam sich nicht gestört.
Wenn dir plötzlich was passiert,
kommt er sofort – garantiert.
0Bewundert und beliebt
0ist Feuerwehrmann Sam.
0Weil es ihn nur einmal gibt
0Sucht ihr im Ort, nach dem tapfersten Mann?
0Sam wohnt gleich nebenan.
Pontypandys Feuerwehr
ohne Sam verloren wär'.
Aber auch die ganze Crew
rettet, löscht und packt fest zu.
0Bewundert …
Da das Team im Laufe der Staffeln durch immer mehr Charaktere wie z. B. von der Küstenwache, der Polizei oder dem Bergrettungszentrum etc. ergänzt wurde, gibt es seit Staffel 14 ein neues Titellied mit gleicher Melodie, das den Rettungsdienst (alle unterschiedlichen Bereiche, also Feuerwehr, Polizei, (Berg-)Rettung und Küstenwache, einschließend) besingt:
Alarm, es kommt ein Notruf an,
der Rettungsdienst, der ist jetzt dran.
Bist du in Not, dann ruf dort an;
sie helfen dir, egal wo und wann.
0Feuerwehrmann Sam
0mit seinem Rettungsteam,
0immer da, wo du sie brauchst,
0mit seinem Rettungsteam.
0Was immer dich bedroht,
0der Rettungsdienst hilft dir in der Not!
Englische Fassung:
When they hear that fire alarm
Rescue Team stays cool and calm.
If you’re stuck give them a shout,
they’ll be there to help you out.
0Fireman Sam is on the way
0with the Rescue Team.
0Sam is gonna save the day
0with the Rescue Team
0’cause they’re brave to the core,
0they are the heroes next door!

## Pontypandy
Die ländliche Gemeinde hat zwei reale Vorbilder: Pontypridd und Tonypandy, die acht Kilometer voneinander entfernt in der Grafschaft Mid Glamorgan in Südwales liegen. Sie befinden sich im Landesinneren nicht weit von Cardiff. Die Feuerwache gehört laut Geschichte zur Zentrale im real existierenden Newtown in der Grafschaft Powys. Die nahen Berge ermöglichen die Einführung einer Bergwacht ab der fünften Staffel. Ab der sechsten Staffel liegt Pontypandy zudem am Meer, womit Einsätze im Meer hinzukommen.

### Feuerwache
Die Feuerwache des Ortes liegt auf einer kleinen Anhöhe, weshalb sie beim Hochwasser verschont blieb. Links neben der Fahrzeughalle mit zwei Toren befindet sich das Büro mit der Zentrale. Im ersten Stock im Dach gibt es einen Aufenthaltsraum mit Küche. Rechts am Gelände steht ein Steigerturm, der auch für Übungen verwendet wird. In der Fahrzeughalle stehen die zwei Einsatzfahrzeuge Jupiter und Venus. Das Rüstlöschfahrzeug Jupiter, das auch mit einer Teleskopmastbühne ausgerüstet ist, steht dabei auf einer Drehscheibe und wird – wenig realistisch – erst vor der Abfahrt in Fahrtrichtung gedreht. Das Fahrzeug hat in den ersten Staffeln das Kennzeichen J 999 (für „Jupiter“ und den britischen Feuerwehr-Notruf 999). Venus ist ein geländegängiges kleines Löschfahrzeug. Später in der Folge sind dann auch noch ein Quad namens Merkur und eine Drohne namens Saturn in der Feuerwache vorhanden. Das Oldtimer-Feuerwehrlöschfahrzeug Bessie kann nur auf Schienen fahren und steht daher nicht in der Feuerwache, sondern direkt am Bahnhof. Im Film „Helden im Sturm“ wird die alte Feuerwache geschlossen und es gibt einen mobilen Kommandostand, von dem aus Einsätze geleitet werden können. Als die neue Feuerwache fertig ist, schenkt Moose den Feuerwehrleuten ein geländetaugliches Amphibienfahrzeug. Es bekommt den Namen Hydrus. In dieser neuen Feuerwache haben auch alle Fahrzeuge Platz. Im Film „Achtung Außerirdische“ gibt es noch ein neues Fahrzeug, das den letzten Stellplatz in der Feuerwache belegt. Es ist ein Feuerwehrkran mit dem Namen Phoenix.

### Seenotrettungszentrum (Küstenwache, Wasserwacht)
Die Küstenwache hat zunächst ein Fahrzeug. Es ist ein Schlauchboot mit dem Namen Neptun. Nachdem die Küstenwache neu gebaut wurde, stehen ihr noch zwei weitere Fahrzeuge zur Verfügung. Das Löschschiff Titan und das Jetski Juno. Beim Bau der neuen Küstenwache wurde auch ein Helikopterlandeplatz gebaut, auf dem Wallaby 1, später auch Wallaby 2, landen kann.

### Bergrettungszentrum (Bergwacht)
In der Bergwacht sind zwei Fahrzeuge. Zum einen ein Geländefahrzeug und zum anderen der Helikopter Wallaby 1. Im Film „Achtung Außerirdische“ wird die Bergwacht neu gebaut und es kommt noch ein zweiter Helikopter zum Fuhrpark dazu: Der Helikopter Wallaby 2. Wallaby 1 taucht danach nicht mehr in der Serie auf.

### Polizeistation
Pontypandy erhält eine neue Polizeiwache, die von der Chefin, Polizeihauptmeisterin Rose Ravani, feierlich eingeweiht wird. Aber Polizist Malcolm ist bei aller Freude doch ein wenig betrübt, denn im Gegensatz zur großen Stadt gibt es im kleinen Pontypandy keine aufregenden Kriminalfälle und geheimnisvollen Rätsel zu lösen.

### Sparpreissupermarkt
Der Sparpreissupermarkt ist die einzige Einkaufsstelle in ganz Pontypandy. Er wird von Dilys Price geleitet.

### Kabeljaucafé
Das Kabeljaucafé ist das Café von Sarahs und James’ Mutter Gwendolyn Jones. Es ist der Treffpunkt von allen Bewohnern Pontypandys.

### Bellas Café
Bellas Café ist eine Pizzeria mit Eisdiele. Es wird von der Italienerin Bella Lasagne geleitet.

## Figuren

### Feuerwehrmann Sam Jones
Er ist der „Held von Nebenan“, der fast sämtliche Einsätze außer Tauchen durchführen kann. Er symbolisiert die Feuerwehr des Ortes; bei Gefahr wird nicht die Feuerwehr gerufen, sondern „Feuerwehrmann Sam“. Wie es im Titellied heißt: Pontypandys Feuerwehr ohne Sam verloren wär. Er fährt das Löschfahrzeug Jupiter. Er ist aber auch als Flug- und Wasserretter im Einsatz. Nebenbei erfindet Sam noch nützliche Dinge für die Arbeit (Thermometer für Heuballen, Greifzange,  …) oder die Freizeit (z. B. eine Popcornmaschine, Metalldetektor). Er ist alleinstehend, was nicht verwundert, da er nicht einmal an seinem freien Tag abkömmlich ist. In seiner kargen Freizeit beschäftigt er sich mit dem Anbau von Gemüse in seinem Gartenbeet. Sam ist der Bruder von Charlie Jones und der Onkel von Sarah und James, die ihn immer „Onkel Sam“ nennen. Der Nachname Jones stammt von einem der zwei Ex-Feuerwehrmänner, die die Idee zur Serie hatten. Eine Standardphrase ist: „Heiliger Sankt Florian!“ und „verflixter Funkenflug“ (im Englischen „Great fires of London!“). Deutscher Sprecher ist Clemens Gerhard.

### Feuerwehrmann Elvis Cridlington
Er ist offensichtlich noch nicht fertig ausgebildet und wird etwas begriffsstutzig und tollpatschig dargestellt. Andauernd hat er wegen der daraus resultierenden Missverständnisse Probleme mit dem Hauptfeuerwehrmann. Er fährt ab und zu das Löschfahrzeug Jupiter. Er trägt die Frisur von Elvis Presley und sieht ihm sehr ähnlich, singt gerne, spielt Gitarre und kocht für seine Kollegen in der Feuerwehrküche. Zudem ist er bis zu den Folgen, die computeranimiert sind, in Penny verliebt. Außerdem ist er relativ gut mit Mike Flood befreundet und beide singen oft zusammen. Deutscher Sprecher ist Oliver Böttcher.

### Hauptfeuerwehrmann Norris Steele
Der Kommandant der Feuerwache ist ein korrekter Offizier, der seine Mannschaft meist nur mit dem Nachnamen anspricht, außer Sam. Im Original ist sein Dienstgrad Station Officer. Er trägt auch einen weißen Offiziershelm, weshalb die Übersetzung ab der sechsten Staffel mit Hauptfeuerwehrmann zu niedrig ist; es müsste Feuerwehrhauptmann heißen, wie dies in der fünften Staffel noch der Fall ist. Er war vorher Armeeoffizier bei den walisisch-königlichen Füsilieren. Bei einer Verletzung macht er trotzdem Dienst. In den ersten Staffeln leitet er noch persönlich jeden Einsatz; in den späteren Staffeln, wo er plötzlich den Vornamen Norris hat, sieht man ihn immer weniger beim Einsatz. Er leitet die Übungen, durch die der Zuschauer Sicherheitstipps bekommt. Sonst bleibt er fast immer in seinem Büro am Funkgerät, um die Notrufe entgegenzunehmen. Als sich Elvis einmal den Fuß bricht und Steele statt seiner zum Einsatz mitfährt, sorgt er nur für Probleme. In der Folge Norman Man und Atomic Boy ist er jedoch der Held. In einigen Folgen wird er sogar als kindisch dargestellt, der sich heimlich für Papierflugzeuge und Skateboards interessiert. Er ist sich seines Dienstgrades bewusst und zeigt seine höhere Stellung gerne. Standardphrasen sind: „Meiner Treu!“ und „Jede Sekunde zählt!“ (im Englischen: „Action stations men!“). Deutscher Sprecher ist Achim Schülke.

### Feuerwehrfrau Penny Morris
Feuerwehrfrau Penny Morris tritt zum ersten Mal in der 3. Staffel auf (in der Folge „Dilys verliert ihr Gedächtnis“). Dabei ist sie zunächst nur zu Gast aus dem Hauptort Newtown. Erst seit der fünften Staffel arbeitet sie fest in der Feuerwache von Pontypandy. Sie fährt das kleine Löschfahrzeug Venus und das Feuerwehrboot Neptun. Dazu hat sie eine Ausbildung als Feuerwehrtaucherin. Sie ist eher zurückhaltend im Vergleich zu Sam und Elvis, hat aber kein Problem damit und ist sehr pflichtbewusst. Außerdem ist sie sehr sportlich und wandert in ihrer Freizeit. Sie ist relativ gut mit Helen Flood befreundet. Deutsche Sprecherin ist Simona Pahl.

### Feuerwehrfrau Ellie Phillips
Ellie Phillips tritt zum ersten Mal im Film „Helden im Sturm“ auf. Durch die Vergrößerung der Feuerwache wurde mehr Personal benötigt. Norman Price mag sie sehr.

### Feuerwehrmann Arnold McKinley
Der Feuerwehrmann Arnold McKinley tritt zum ersten Mal im Film „Helden im Sturm“ auf. Durch die Vergrößerung der Feuerwache wurde mehr Personal benötigt. Der frisch geprüfte Feuerwehrmann wurde nach seiner Prüfung sofort nach Pontypandy versetzt. Oft rückt er nicht mit aus, sondern koordiniert die Einsätze.

### Hauptbrandmeister Boyce
Boyce ist der Vorgesetzte Steeles aus Newtown. Er ist im Original Chief Fire Officer, was der höchste Offiziersgrad der britischen Feuerwehr ist. Die Übersetzung mit Hauptbrandmeister ist somit auch hier falsch, er müsste Hauptbrandinspektor sein. Er ist eine Art Bezirksfeuerwehrkommandant, der Pontypandy immer wieder besucht. Im Film Pontypandy in Gefahr verleiht er die Tapferkeitsmedaillen und versucht, Sam für die Führung der Feuerwache in Newtown abzuwerben, was ihm jedoch letztendlich nicht gelingt.

### Trevor Evans
Der Busfahrer mit westindischen Wurzeln war in den alten Staffeln noch Hilfsfeuerwehrmann, ist später aber nur mehr als Schulbusfahrer unterwegs. Sein Bus ist auch Ziel für so manchen Einsatz. Er unternimmt ab und zu etwas mit Norman Price, wobei sich dessen Mutter Dilys hinzugesellt, da diese eine Beziehung mit Trevor anstrebt. Er erwidert ihr Interesse aber nicht, scheut sich aber, es ihr offen zu sagen. In seiner Freizeit ist er auch Pfadfinder-Führer und unternimmt mit den Kindern Ausflüge.

### Tom Thomas
Ab der fünften Staffel unterstützt der Bergretter Tom mit einem Helikopter und einem Geländewagen die Feuerwehr. Stationiert ist er in einer Berghütte, die später das Bergrettungszentrum ist, und kümmert sich auch um die Wildtiere. Sein Funkrufname lautet Känguru 1, im englischen Original jedoch Wallaby 1. Deutscher Sprecher ist Ole Jacobsen.

### Ben Hooper
Zu Beginn der Staffel 9 betritt der Frauenschwarm Ben als Chef des Seenotrettungszentrums den Bildschirm.

### Feuerwehrhund Schnuffi
Ab der sechsten Staffel hat die Feuerwehr auch einen Dalmatiner, der Personen suchen kann. Im englischen Original heißt er Radar, in der deutschen Fassung Schnuffi. Besonders Elvis kümmert sich um ihn.

### Feuerwehrmann Jerry Lee Cridlington
Der Feuerwehrmann Jerry Lee Cridlington ist der Cousin von Elvis Cridlington. Als er seinen Cousin Elvis besuchte, half er in der Feuerwache von Pontypandy tatkräftig mit.

### Norman Stanley Price
Er ist ein siebenjähriger Junge, der mit seinen unüberlegten Aktionen und Streichen Ursache für so manchen Feuerwehreinsatz ist. In einigen Fällen ist er jedoch auch Retter. Er trägt eine Brille, liebt das Fahren mit dem Skateboard und hat auch das Lamm Woolly „adoptiert“. Er ist Sohn von Dilys Price und hat einen Onkel namens Dyllan sowie einen Cousin namens Derik (engl. Derek) in Newtown. Derik tritt selbst ab und zu auf und unterscheidet sich von Norman nur durch Haarfarbe, Kleidung und die fehlende Brille. Außerdem hat er eine Tante namens Phyllis sowie einen Onkel namens Dylan, der in Newtown wohnt (E5/F10).

### Dilys Price
Dilys, Normans alleinerziehende Mutter, betreibt den örtlichen Kaufladen. Sie wohnt mit ihrem Sohn direkt über dem Geschäft. Obwohl sie von Norman sehr überzeugt ist, ist sie sich dessen schlechten Benehmens bewusst. Sie ist sehr furchtsam und schreckhaft (was sich Norman oft zunutze macht), hat ein Problem mit Fremdwörtern (MP3-Player, …) und zeigt Interesse an Trevor, der dieses jedoch nicht erwidert, aber trotzdem ab und zu etwas mit ihr unternimmt. Ab der sechsten Staffel ist das Geschäft kein Tante-Emma-Laden mehr, sondern der Spar-Preis-Supermarkt (engl. Cut Price Supermarket), wobei das Wort Price im Englischen doppeldeutig ist und sowohl den Preis als auch den Familiennamen bezeichnet.

### Sarah und James Jones
Sarah und James Jones sind Zwillinge. Sam ist ihr Onkel und im Gegensatz zu Norman sind sie besser erzogen, sorgen aber manchmal mit ihren Streitereien auch für Notsituationen. In der sechsten Staffel erhalten die Zwillinge Eltern, die das Kabeljaucafé betreiben. Sie kümmern sich oft um den Hund Butler und die Katze Tiger.

### Charlie und Gwendolyn Jones
In den Staffeln 6 und 7 trifft man sich statt in Bellas Café im Kabeljaucafé von Charlie und Gwendolyn, die im Original Bronwyn heißt. Sie sind die Eltern der Zwillinge James und Sarah. Charlie ist Sams Bruder und Fischer mit eigenem Boot, das des Öfteren in Seenot ist und von den Feuerwehrleuten gerettet werden muss. Seine Frau betreibt das typisch britische Fish-and-Chips-Lokal im Hafen und wird alternativ und esoterisch dargestellt. Sie haben eine Katze namens Tiger, die im Original Lion heißt und Bellas Rosa ablöste. Besonders Gwendolyn kümmert sich um sie. Sie muss einige Male von Feuerwehrmann Sam gerettet werden, da sie auf Dächer geklettert ist und nicht herunter kommt. Der deutsche Sprecher von Charlie ist Benjamin Morik.

### Gareth Griffiths
Gwendolyns Vater taucht mit der Eisenbahn in der Staffel 8 auf, da er der Lokführer ist. Er wohnt im Bahnhof und hat einen Hund namens Butler, der im Original Nipper heißt.

### Mandy Flood
Ab der fünften Staffel erhält Norman eine Spielkameradin. Mandy ist die Tochter von Mike und Helen. Sie hat die dunkle Hautfarbe und das gekräuselte Haar ihrer Mutter geerbt. Gerne kümmert sie sich um den Hund Schnuffi, der einmal ihren Vater gerettet hat.

### Mike Flood
Der Handwerker Mike ist ein Allrounder, der ab der fünften Staffel fast alles in Pontypandy repariert. Er ist Automechaniker, Handwerker, Installateur, Tischler, Spengler, Schlosser und Maler, stellt sich aber manchmal ziemlich ungeschickt an. Immer wieder muss er gerettet werden.

### Helen Flood
Helen Flood ist Krankenschwester und hat karibische Wurzeln. Sie ist mit einem Kleinwagen, der ein grünes Kreuz trägt, unterwegs und betreut Patienten mobil. Das Haus der Familie steht etwas außerhalb des Ortes. Im Film „Achtung Außerirdische“ bekommt Helen einen neuen Krankenwagen, behält aber den alten zur Sicherheit zurück.

### Bella Lasagne
Die alleinstehende Betreiberin des Cafés spricht mit italienischem Akzent und ist ziemlich chaotisch. Sie liebt ihre Katze Rosa über alles. Sie backt Torten und Pizza und kümmert sich auch um Norman, der ihr gegenüber wohnt. Einige Einsätze betreffen das Lokal oder man trifft sich am Ende der Episode dort. In der sechsten und siebten Staffel ist sie nicht dabei, obwohl das Café noch immer gegenüber dem Supermarkt zu sehen ist. In Staffel 10 wird erklärt, dass Bella inzwischen nach Newtown gezogen ist. Nach einer sehr langen Abwesenheit kehrte Bella in der Folge "James, der Pizzabäcker" zurück, um beim Essen für Gareths Eisenbahngala auszuhelfen. Seitdem ist sie hin und wieder in einzelnen Episoden zu sehen.

### Frau Chen und Lily Chen
In der Staffel 8 erscheint die alleinerziehende chinesischstämmige Grundschullehrerin Frau Chen mit ihrer dreijährigen Tochter Lily. Sie unternimmt mit ihren Schülern Ausflüge in die Berge, die dann einen Rettungseinsatz benötigen. Ihr Vorname wurde bislang nicht erwähnt.

### Moose Roberts
Der aus Kanada stammende Bergsteiger Moose betreibt ab Staffel 8 ein Abenteuerzentrum in den Bergen, das man mit der Eisenbahn erreichen kann. Er unternimmt mit den Kindern Wanderungen und Bergtouren. Er steht mit Tom im sportlichen Wettbewerb, was immer wieder zu Unfällen führt.

### Joe, Lizzie und Hannah Sparkes
Neu in Staffel 9 ist Familie Sparkes. Der Vater ist Techniker und erfindet viele Dinge, die oft Notfälle verursachen. Die Mutter ist Tierärztin und die Tochter ist eine elfjährige Schülerin, die auf einen Rollstuhl angewiesen ist.

### Professor Pickles
Er ist Professor aus Newton und taucht erstmals in der Episode 10.21 auf, um den Schatz von Pontypandy zu begutachten. Seitdem tritt er unregelmäßig auf.

### Polizeimeister Malcolm Williams
In der dritten Folge der zwölften Staffel stößt Polizist Malcolm zur Truppe dazu. Er ist der kleine Bruder von Helen Flood und hat sich von der großen Stadt nach Pontypandy versetzen lassen, da er sich einen ruhigeren Job wünschte.

### Polizeihauptmeisterin Rose Ravani
Im Film „Feuerwehrmann Sam – Helden fallen nicht vom Himmel“ (im Original „Norman Price and the Mystery in the Sky“), der zwischen der zwölften und 13. Staffel spielt, kommt Rose Ravani zum Polizeiteam hinzu. Die Polizeiwache, die dort erstmals auftaucht, wird von ihr geleitet. Sie reitet das Polizeipferd Kilo. Zusammen mit Malcolm, dem Polizeipferd Kilo und der Polizeihündin Shadow (auf deutsch wörtlich Schatten) bildet sie das Polizeiteam von Pontypandy.

### Jodie Phillips
Jodie Phillips, eigentlich Josephine, ist die ältere Schwester von Ellie Phillips und von Beruf Meeresbiologin. Sie taucht erstmals in Staffel 13 auf und trägt eine Prothese für das rechte Bein. Sie veranstaltet ab und zu Unternehmungen (für Kinder) wie z. B. Tauchgänge und hilft im Seenotrettungszentum aus.

### Krystyna Kaminski
Krystyna Kaminski taucht erstmals in Staffel 14 auf und ist Pilotin. Sie kommt aus Polen und ist eine Freundin von Tom Thomas. Sie fliegt das Rettungsflugzeug FireSwift, außerdem auch Wallaby 2. Sie kümmert sich um ihren Bruder.

### Peter Kaminski
Peter Kaminski ist Krystynas elfjähriger Bruder. Er ist furchtlos und gerät mit den anderen Kindern häufig in Schwierigkeiten.

## Fahrzeuge

### Feuerwache
- Jupiter – Löschfahrzeug
- Venus – Tanklöschfahrzeug
- Merkur – Quad
- Hydrus – Amphibienfahrzeug
- Phoenix – Kran zur Tierrettung
- Saturn – Drohne
- Luftkissenboot mit Transportanhänger

### Bahnhof
- Bessie – Löschzug
- Pontypandy Express – Eisenbahn

### Küstenwache
- Neptun – Rettungsboot
- Titan – Feuerlöschboot
- Juno – Jet-Ski

### Bergrettungszentrum
- Geländewagen (4×4)
- Wallaby 2 – Rettungshubschrauber
- Wallaby 1 – Rettungshubschrauber
- neuer Krankenwagen von Schwester Flood

### Polizeiwache
- Polizeihubschrauber
- Polizeiauto
- Geländewagen
- Polizeimotorrad
- Kilo – Pferd
- Polizeiquad

### Flugzeughangar
- FireSwift – senkrecht startendes und landendes Rettungsflugzeug (Bell-Boeing V-22, VTOL)

### Sonstiges
- alter Krankenwagen von Helen Flood
- Trevor Evans’ Minibus
- Lizzie Sparkes’ Tierarztwagen

## Episoden
Die deutsche Staffel, die auf vier VHS-Kassetten erschienen ist, beinhaltet nur die Originalstaffeln 1–3 in vertauschter Reihenfolge. Die Originalnummer ist in Klammern angegeben. Die Originalstaffel 4 ist nie auf deutsch erschienen.
Die deutsche sechste Staffel besteht aus den Originalstaffeln 6 und 7 mit vertauschter Reihenfolge. Die Originalnummer ist in Klammer angegeben.
| Episode       | Titel                                   | Einsatz                            | Thema                                                                     | Inhalt |
| ------------- | --------------------------------------- | ---------------------------------- | ------------------------------------------------------------------------- | --- |
| 1.1           | Der Drachen                             | Rettung vom Dach                   | Gefahren beim Drachensteigen                                              | |
| 1.2 (1.3)     | Die Feuerwehrübung                      | Küchenbrand                        |                                                                           | |
| 1.3 (1.4)     | Die Reifenpanne                         | Reifen einfangen                   | Sicherer Reifenwechsel                                                    | |
| 1.4 (1.6)     | Norman macht Dummheiten                 | Falscher Alarm                     | Verschiedene Streiche                                                     | |
| 1.5 (1.2)     | Der Scheunenbrand                       | Brennende Scheune                  | Auswirkung von Sonneneinstrahlung                                         | |
| 1.6 (1.5)     | Die verschwundene Katze                 | diverse                            |                                                                           | |
| 2.1           | Die Schatzsuche                         | Überschwemmung                     | Suche mit einem Metalldetektor                                            | |
| 2.2           | Sam’s freier Tag                        | Kaputte Popcorn-Maschine           |                                                                           | |
| 2.3           | Diebstahl in Pontypandy                 | Kaminbrand                         | Elster klaut Gegenstände                                                  | |
| 2.4           | Norman der Chemiker                     | Zimmerbrand                        | Umgang mit Chemikalien                                                    | |
| 2.5 (1.7)     | Der Campingausflug                      | Brennendes Zelt                    |                                                                           | |
| 2.6 (1.8)     | Mr. Steele’s großer Auftritt            | Brand im Café                      | Kaputter Fernseher                                                        | |
| 3.1 (2.5)     | Sicher mit Sam                          | Feuerwerk                          | Sicherer Umgang mit Feuerwerkskörpern                                     | |
| 3.2 (2.7)     | Sam, der große Erfinder                 | Wohnungsbrand                      | Gefahren im Haushalt                                                      | |
| 3.3 (2.6)     | Der Wunschbrunnen                       | Personenrettung                    | Sturz in einen Brunnen                                                    | |
| 3.4 (3.1)     | Dilys verliert ihr Gedächtnis           | Busunglück                         | Amnesie durch Sturz                                                       | |
| 3.5 (3.3)     | Geisterstunde                           | Personenrettung                    | Umgekippte Stromleitung                                                   | |
| 3.6 (3.2)     | Windpocken                              | Küchenbrand und Personenrettung    |                                                                           | |
| 4.1 (3.4)     | Die Fallgrube                           | Personenrettung                    | Rettung aus einem Bergwerkschacht                                         | |
| 4.2 (3.5)     | Der verschwundene Ring                  | Überschwemmung                     | geplatzte Wasserleitung                                                   | |
| 4.3 (3.6)     | Bella’s Gartenfeuerchen                 | Feuer im Garten                    | Geld für einen guten Zweck einsammeln                                     | |
| 4.4 (3.7)     | Das Feuerwehrorchester                  | Personenrettung vom Dach           | Musik bei der Feuerwehr                                                   | |
| 4.5 (3.8)     | Im Nebel verschollen                    | Personenrettung                    | Verhalten bei Nebel                                                       | |
| 4.6 (3.9)     | Bentley der Roboter                     | Feuer in der Feuerwache            |                                                                           | |
| Spezial (2.8) | Schneetreiben in Pontypandy             | Rettung vom Eis                    | Bus im Schnee festgefahren                                                | |
| 5.1           | Es regnet Schafe                        | Bergrettung                        | Bergsteigen                                                               | |
| 5.2           | Abenteuer in der Höhle                  | Höhlenrettung                      | Höhlen                                                                    | |
| 5.3           | Der Feuerteufel                         | Zimmerbrand durch Kabelschaden     | Brennende Elektrogeräte                                                   | |
| 5.4           | Besuch aus dem All                      | Personenrettung aus Moor           |                                                                           | |
| 5.5           | Alle lieben Dusty                       | Brand bei der Bergrettung          | Arbeitsunfall                                                             | |
| 5.6           | Falscher Alarm                          | Höhenrettung vom Dach              | Kinder helfen                                                             | |
| 5.7           | Vogelliebhaber                          | Buschfeuer                         | Entzündung durch Glasflaschen                                             | |
| 5.8           | Karneval in Pontypandy                  | Personenrettung                    | Bergeschere                                                               | |
| 5.9           | Eine schaurige Nacht                    | Brand im Supermarkt                | Gefahr durch Kerzen                                                       | |
| 5.10          | Hitzewelle                              | Tierrettung mit Schere             | Wasser sparen                                                             | |
| 5.11          | Pennys großer Tag                       | Personen- und Tierrettung          | Gefahr bei Unwettern, Fitness                                             | |
| 5.12          | Mandys tiefer Fall                      | Tiefenrettung                      | Schatzsuche                                                               | |
| 5.13          | Ein schwarzes Schaf                     | Höhenrettung                       | Mutwillig verursachte Einsätze                                            | |
| 5.14          | Bellas neuer Pizzaofen                  | Kaminfeuer                         | Scharfe Chillis                                                           | |
| 5.15          | Norman fliegt auf                       | Personensuche                      | Wegweiser verdrehen                                                       | |
| 5.16          | Eine Maus im Haus                       | Tierrettung aus dem Kamin          | verletzter Hauptmann                                                      | |
| 5.17          | Norman, der König des Dschungels        | Heubrand                           | Selbstentzündung von Heu                                                  | |
| 5.18          | Der unsichtbare Freund                  | Zimmerbrand                        | Überlastete Steckdosen                                                    | |
| 5.19          | Übermut tut selten gut                  | Wasserrettung                      | Schwimmen lernen                                                          | |
| 5.20          | Der Lakritz-Dieb                        | Zimmerbrand                        | Rauchmelder                                                               | |
| 5.21          | Feuriges Finale                         | Brand einer Bühne                  | Elektrogeräte und Wasser                                                  | |
| 5.22          | Geburtstagskind Sam                     | Brand im Café                      | Unbeaufsichtigte Kerzen                                                   | |
| 5.23          | Wär' ich doch bei der Feuerwehr         | Höhenrettung                       | Wie wird man Feuerwehrmann                                                | |
| 5.24          | Ans Meer, ans Meer                      | Buschbrand                         | Lagerfeuer                                                                | |
| 5.25          | Leise rieselt der Schnee                | Personensuche                      | Wanderungen nur mit Information                                           | |
| 5.26          | Das große Bibbern                       | Zimmerbrand                        | Heizdecken                                                                | |
| 6.1 (7.1)     | Feuer in der Feuerwache                 | Küchenbrand                        | Feuerschutz, Papierflugzeuge                                              | |
| 6.2 (7.2)     | Schnuffis guter Riecher                 | Personenrettung aus dem Keller     | Suchhund                                                                  | |
| 6.3 (7.3)     | Feurige Schauermärchen                  | Feuer im Zeltlager                 | Lagerfeuer, Feuer ausschlagen                                             | |
| 6.4 (7.4)     | Auf gefährlichen Pfaden                 | Bergrettung                        | gesperrte Wege                                                            | |
| 6.5 (7.5)     | Superhelden in Not                      | Wasserrettung                      | Filmen                                                                    | |
| 6.6 (7.6)     | Ein Weihnachtsmann auf Abwegen          | Kabelbrand                         | Überlastete Steckdosen                                                    | |
| 6.7 (7.7)     | Der Glückseimer                         | Personenrettung                    | Rettungsschere                                                            | |
| 6.8 (7.8)     | Das Baby im Schafspelz                  | Zimmerbrand                        | Joggen, Kleidung am Ofen                                                  | |
| 6.9 (7.9)     | Wischen, waschen und bügeln             | Zimmerbrand                        | Gefahren im Haushalt                                                      | |
| 6.10 (7.10)   | Der Wunschbrunnen                       | Tierrettung                        |                                                                           | |
| 6.11 (7.11)   | In der Not hilft Rot                    | Personenrettung (Hubschrauber)     | ungezogener Hund                                                          | |
| 6.12 (7.12)   | Tiger ist der Knaller                   | Werkstattbrand                     | Feuerwerkskörper                                                          | |
| 6.13 (7.13)   | Vergessen und verirrt                   | Personensuche                      | Suchhund                                                                  | |
| 6.14 (7.14)   | Stürmische Gartenparty                  | Küchenbrand                        | Stromausfall                                                              | |
| 6.15 (7.15)   | Der große Fang                          | Bootsunfall, Walrettung            | Angeln                                                                    | |
| 6.16 (7.16)   | Der falsche Dinosaurier                 | Personenrettung aus Höhle          | Personenrettung                                                           | |
| 6.17 (7.17)   | Norman der Rennfahrer                   | Wasserrettung                      | Rettungspuppe                                                             | |
| 6.18 (7.18)   | Eine klebrige Angelegenheit             | Zimmerbrand, Superkleber           | Entzündung durch Lupen                                                    | |
| 6.19 (7.19)   | Falscher Alarm                          | Fuchs einfangen                    | Feuermelder, Falschalarm                                                  | |
| 6.20 (7.20)   | Busfahrt mit Hindernissen               | Fahrzeugbergung                    | Freilaufendes Vieh                                                        | |
| 6.21 (7.21)   | Ein feuriges Geschenk                   | Brand im Café                      | Instabile Kerzenständer                                                   | |
| 6.22 (7.22)   | Alarm am Strand                         | Personenrettung                    | Wecker                                                                    | |
| 6.23 (7.23)   | Der Besserwisser                        | Automotorbrand                     | Luftzufuhr bei Feuer                                                      | |
| 6.24 (7.24)   | Kein sicheres Versteck                  | Personenrettung                    | Versteckspiel                                                             | |
| 6.25 (7.25)   | Blitz und Donner                        | Waldbrand und Personensuche        | Unwetter beim Wandern                                                     | |
| 6.26 (7.26)   | Das ganz besondere Geschenk             | Personenrettung                    | Schatzsuche                                                               | |
| 6.27 (6.1)    | Steuermann Norman                       | Schiffbergung                      | Wind, Drachensteigen                                                      | |
| 6.28 (6.2)    | Wie gewonnen so zerronnen               | Tiefenrettung                      | Abseilen                                                                  | |
| 6.29 (6.3)    | Mit Gips und Verstand                   | Personenrettungen                  | Personalknappheit                                                         | |
| 6.30 (6.4)    | Die Leuchtrakete                        | Höhenrettung                       | Leuchtraketen                                                             | |
| 6.31 (6.5)    | Ein Haufen Ärger                        | Komposthaufenbrand                 | Selbstentzündung von Kompost                                              | |
| 6.32 (6.6)    | Trevor im Schlamassel                   | Fahrzeugbergung, Personenrettung   | Ausflug in die Wildnis                                                    | |
| 6.33 (6.7)    | Die Hitzköpfe                           | Grillfeuer                         | Grillfeuer, Gasflaschen im Brand                                          | |
| 6.34 (6.8)    | Eins nach dem anderen                   | Personenrettung, Überflutung       | Türen öffnen                                                              | |
| 6.35 (6.10!)  | Der gestrandete Wal                     | Tierrettung                        | Gruppenfoto                                                               | |
| 6.36 (6.9!)   | Sams freier Tag                         | Zimmerbrand                        |                                                                           | |
| 6.37 (6.11)   | Die Schafe sind los                     | Fahrzeugbergung                    | freilaufendes Vieh                                                        | |
| 6.38 (6.12)   | Der Geist von Pontypandy                | Zimmerbrand                        | Kerzen, Tücher auf Laternen                                               | |
| 6.39 (6.13)   | Die Erkältung                           | diverse                            | Krank im Dienst                                                           | |
| 6.40 (6.14)   | Die Piraten von Pontypandy              | Seerettung                         |                                                                           | |
| 6.41 (6.15)   | Der Abenteuer-Ausflug                   | Höhenrettung                       | Sprungtuch                                                                | |
| 6.42 (6.16)   | Elvis’ großer Auftritt                  | Waldbrand                          | Superstar oder Feuerwehrmann                                              | |
| 6.43 (6.17)   | Ärger im Doppelpack                     | Höhenrettung                       | Schlüssel aus Abfluss holen                                               | |
| 6.44 (6.18)   | Hauptseemann Steele                     | Schiffbergung                      | Reservefeuerwehrleute                                                     | |
| 6.45 (6.19)   | Feuerwehrmann James                     | Küchenbrand                        | Feuerwehrfunk                                                             | |
| 6.46 (6.20)   | Die Überraschungsparty                  | Küchenbrand                        | Backrohr allein lassen                                                    | |
| 6.47 (6.21)   | Ein Ausflug ins Wasser                  | Fahrzeugbergung                    | Navigationsgerät, moderne Technik                                         | |
| 6.48 (6.22)   | Das Modellflugzeug                      | Höhenrettung                       | Modellflugzeug, Rundholz                                                  | |
| 6.49 (6.23)   | Der Dreibeinlauf                        | Personenrettung                    | Unsichere Abkürzung                                                       | |
| 6.50 (6.24)   | Normans Arche                           | Personen- und Tierrettung          | Hochwasser                                                                | |
| 6.51 (6.25)   | Der Tag der offenen Tür                 | Höhenrettung                       | Tag der offenen Tür                                                       | |
| 6.52 (6.26)   | Mikes Rakete                            | Brandsicherheitswache              | Raketen bauen                                                             | |
| 8.1           | Gwendolyns millionster Kunde            | Löscheinsatz und Bergeschere       | Friteuse unbeachtet eingeschaltet gelassen                                | |
| 8.2           | Norman erobert Jupiter                  | Autoverfolgung                     | Norman nimmt unerlaubt Jupiter in Betrieb                                 | |
| 8.3           | Ein Schal für den Schneemann            | Küchenbrand                        | Norman trocknet Schal im Backofen                                         | |
| 8.4           | Besserwisser Boyce                      | Sportunfall                        | Sarah landet mit einem Drachen im Baum                                    | |
| 8.5           | Elvis und die Riesengitarre             | Personenrettung                    | Mike verirrt sich mit Elvis bei den Klippen und stürzt fast ab            | |
| 8.6           | Mandy in Seenot                         | Wasserrettung                      | Mandy segelt alleine zum Leuchtturm und es bricht der Segelmast           | |
| 8.7           | Norris das Meerschweinchen              | Kellerbrand                        | Meerschweinchen reißt aus                                                 | |
| 8.8           | Sam und der Eisbär                      | Höhlenrettung                      | Wärmebildkamera                                                           | |
| 8.9           | Großes Tamtam für den neuen Bahnhof     | Feuer am Bahnhof                   | Eröffnung der Bahnstrecke                                                 | |
| 8.10          | Verschollen auf dem Pontypandy-Berg     | Bergrettung                        | Bergausflug der Kinder                                                    | |
| 8.11          | Gefahr im Pontypandy Express            |                                    |                                                                           | |
| 8.12          | Das Monster von Pontypandyness          |                                    |                                                                           | |
| 8.13          | Dilys, die Seeplage                     | Seerettung                         | Dilys steuers Charlies Boot                                               | |
| 8.14          | Frostige Zeiten in Pontypandy           | Fahrzeugbergung                    | Travers Bus rutscht auf einen zugefrorenen See                            | |
| 8.15          | Normans Halloween-Trick                 | Wasserbergung                      | Norman stürzt mit Seifenkiste ins Meer                                    | |
| 8.16          | Brüder durch dick und dünn              | Seenot                             | Charlies Boot sinkt fast                                                  | |
| 8.17          | Bessie eilt zur Rettung                 | Explosionsgefahr durch Gasflaschen | Altes Feuerwehrfahrzeug auf Schienen                                      | |
| 8.18          | Norman und das Snowboard                | Seilrettung aus der Tiefe          | Lawine durch Snowboarden                                                  | |
| 8.19          | König der Berge                         | Höhenrettung                       | Tom und Moose hängen in den Bäumen                                        | |
| 8.20          | Gefangen auf dem Leuchtturm             | Höhenrettung                       | Kaputte Leuchtturmtüre verursacht Einsatz                                 | |
| 8.21          | Lichterkettenwettkampf                  | Brand durch Stromverteiler         | Übertriebene Weihnachtsbeleuchtung                                        | |
| 8.22          | Babysitter in Not                       | Zimmerbrand                        | Polsterbrand bei verschlossenen Türen                                     | |
| 8.23          | Bessie in Gefahr                        | Feuer bei                          | Feuerwerk setzt Garage von Bessie in Brand                                | |
| 8.24          | Schlauer als ein Fuchs                  | Höhlenrettung                      | Moose und Tom stecken in einer Höhle                                      | |
| 8.25          | Lily ist verschwunden                   | Personenrettung                    | Lilly wird von der Flut eingeschlossen.                                   | |
| 8.26          | Auf, auf und davon!                     | Waldbrand                          | Himmelslaternen                                                           | |
| 9.01          | Feuer auf See                           | Seerettung                         | Eröffnung der Küstenwachenstation                                         | |
| 9.02          | Fußball gegen Wissenschaft              | Brand im Café                      | Feuer bei Chemieexperiement                                               | |
| 9.03          | Das große Käse-Wettrollen               | Bergrettung                        |                                                                           | Norman steckt auf einem Felsvorsprung fest |
| 9.04          | Auf dünnem Eis                          | Rettung vom Eis                    |                                                                           | Sarah und James müssen von brechendem Eis gerettet werden |
| 9.05          | Der zauberhafte Normansky               | Zimmerbrand durch Stromverteiler   |                                                                           | Normans Zaubershow in Haus der Floods |
| 9.06          | SOS auf Pontypandy Eiland               | Personenrettung, Löscheinsatz      |                                                                           | Die Pfadfinder stranden auf einer Insel |
| 9.07          | Gefahr im Fluss                         |                                    |                                                                           | Gareth, James, Sarah und Hauptfeuerwehrmann Steele machen einen Ausflug mit einem Ruderboot auf einem Fluss in den Pontypandy-Bergen und steuern auf einen Wasserfall zu. |
| 9.08          | Die beste Pyjamaparty aller Zeiten      | Küchenbrand durch Toaster          |                                                                           | Die Kinder machen eine Pyjamaparty. |
| 9.09          | Wal in Sicht                            | Seerettung                         |                                                                           | Ben, Charlie und Gwendolyn kentern bei einer Bootsfahrt |
| 9.10          | Lämmchen fliegt davon                   | Rettung in der Luft                |                                                                           | Lämmchen fliegt allein mit Joes Ballon davon und droht aus dem Korb zu fallen |
| 9.11          | Das supergruselige Frostmonster         | Lawinenrettung                     |                                                                           | Sarah, Mandy und Norman werden in einer Hütte verschüttet |
| 9.12          | Der Pontypandy-Gokart-Cup               | Seerettung                         |                                                                           | Joe fährt mit einem selbst gebauten Luftkissenfahrzeug auf offene See hinaus |
| 9.13          | Balance auf dem Baumhaus                | Personenbergung                    |                                                                           | Die Pfadfinder wollen ein Baumhaus bauen, kontrollieren ihre Arbeit aber nicht und sitzen deshalb plötzlich auf dem wackeligen Baumhaus fest. |
| 9.14          | Wer schafft den Rekord?                 | Personenrettung                    |                                                                           | Norman will unbedingt ins Buch der Rekorde |
| 9.15          | Die Feuerwand                           | Grasbrand durch Flasche            |                                                                           | Joe grillt alternativ mit Sonnenenergie |
| 9.16          | Gefangen in der Schlucht                | Personenrettung aus einer Schlucht |                                                                           | Moose sammelt mit den Kindern Fossilien in den Bergen |
| 9.17          | Mandy und die Seeschildkröte            | Seerettung                         |                                                                           | Mandy und Norman treiben mit einem Ruderboot manövrierunfähig auf eine Klippe zu |
| 9.18          | Der Schatz von Pontypandy Pete          | Seerettung                         |                                                                           | Norman verirrt sich im Nebel und wird von der steigenden Flut bedroht |
| 9.19          | Verirrt in den Pontypandy Bergen        |                                    |                                                                           | |
| 9.20          | Hund gegen Katze                        |                                    |                                                                           | Bei einem Haustierwettbewerb wollen Mandy und Sarah beweisen, dass ihre Haustiere (Tiger bzw. Butler) die besseren Haustiere sind. |
| 9.21          | Ameisenalarm                            |                                    |                                                                           | |
| 9.22          | Die Liebesboten                         |                                    |                                                                           | Die Mädchen von Pontypandy wollen bei winterlichen Straßenverhältnissen zum Konzert der Boygroup „Die Liebesboten“ nach Newtown fahren, aber Trevor's Bus kommt von der Straße ab, und sie setzen ihren Weg zu Fuß fort. |
| 9.23          | Bühne frei für Feuerwehrmann Sam        |                                    |                                                                           | |
| 9.24          | Eine explosive Mischung                 |                                    |                                                                           | |
| 9.25          | Norman Man und Atomic Boy (Doppelfolge) |                                    |                                                                           | Norman und James spielen Superhelden. Norman übertreibt es dabei und setzt am Ende den Pontypandy Express in Brand. |
| 9.26          | Norman Man und Atomic Boy (Doppelfolge) |                                    |                                                                           | Norman und James spielen Superhelden. Norman übertreibt es dabei und setzt am Ende den Pontypandy Express in Brand. |
| 10.1          | Norman macht die Pferde scheu           |                                    | Pferde                                                                    | Die Pontypandy Pfadfinder veranstalten ein Rennen, und Norman ist mit Mandy zusammen. Norman weigert sich, die Karte zu lesen und verirrt sich und Mandy, bis sie James und Sarah weit vor sich sehen. Norman versucht auf einem Pferd zu reiten, um die Zwillinge einzuholen, aber sie bleiben beide in einem schlammigen Graben stecken. |
| 10.2          | Sams Geburtstag                         |                                    | Nicht an Dinge gehen, die einem nicht gehören                             | Es ist Sams Geburtstag und Joe plant, Sam ein ferngesteuertes Spielzeug von Jupiter als Geburtstagsgeschenk zu geben, aber Hannah beschädigt es versehentlich. James repariert es, aber als er es ausprobiert, funktioniert die Fernbedienung nicht mehr und das Spielzeug läuft in Pontypandy herum. Hannah und James jagen ihm hinterher, stoßen aber versehentlich mit Dilys zusammen und alle drei fallen schließlich ins Meer, zusammen mit dem Spielzeug. |
| 10.3          | Der König der Drachen                   |                                    | Umgang mit Streichhölzern                                                 | Die Kinder spielen „Burgen und Könige“, und Gareth schenkt ihnen einen Drachen, den er aus Kartons und Klopapierrollen gebaut hat. Norman mag ihn nicht, weil er weder fliegt noch Feuer spuckt. Er versucht, den Drachen so zu verändern, dass er Feuer spucken kann, doch am Ende setzt er den ganzen Drachen in Brand, ebenso wie Bessies Schuppen. |
| 10.4          | James der Pizzabäcker                   |                                    | Umgang mit Öfen                                                           | James versucht sich als Pizzabäcker für Gareths Eisenbahngala, macht aber zu viele und versucht, alle gleichzeitig zu backen, nur um ein Feuer im Café und dann in Hannahs Haus auszulösen. |
| 10.5          | Ein Hund für Norman                     |                                    | Haustiere in Gefahr                                                       | Norman will Dilys beweisen, wie verantwortungsbewusst er ist, einen eigenen Hund zu haben, also meldet er sich freiwillig, um auf Tante Philys Hund, Lady Pufflepaws, aufzupassen. Als Norman jedoch versucht, den Hund dazu zu bringen, ein paar Tricks zu machen, fallen beide in einen Fluss. |
| 10.6          | Eile mit Weile                          |                                    | Geduld                                                                    | Während er mit den Kindern einen Ausflug zu den antiken Ruinen macht, hat Trevors Bus eine Panne und er versucht, ihn zu reparieren, aber er löst die Bremsen. Frau Chen wird ungeduldig und versucht, Trevor zu helfen, aber am Ende gerät der Bus außer Kontrolle. |
| 10.7          | Geheimagent Jake Pond                   |                                    | Stunts                                                                    | Norman dreht einen Spionagefilm und lässt James alle Stunts machen, die aber dazu führen, dass James kopfüber in einem Baum stecken bleibt und sein Go-Kart fast ins Meer fährt. Beim Drehen der Schlussszene in Hannahs Garage setzt James versehentlich einige Lumpen mit einer Lupe und den Sonnenstrahlen in Brand, während er an einen Stuhl gefesselt ist. |
| 10.8          | Der Fuchs ist los                       |                                    | Umgang mit wilden Tieren                                                  | Lizzie bittet Hannah, auf einen Fuchs aufzupassen, während sie Schnuffi unter die Lupe nimmt. Trotz der Anweisungen ihrer Mutter lässt Hannah den Fuchs aus seinem Käfig und sie und Norman müssen ihm hinterherjagen. Trevor versucht, ihnen zu helfen, verfängt sich aber mit den Füßen in einer Drachenschnur, wodurch er gefährlich über einer Klippe baumelt. |
| 10.9          | Die Gruselparty                         |                                    | Kerzen                                                                    | Sarah und James organisieren eine gruselige Party im Kabeljau Café für ihre Freunde, aber sie können sich nicht einigen, was sie als Mittelstück für die Dekoration verwenden sollen. Sarah beschließt, ihr altes Puppenhaus mit Kerzen darin als Tafelaufsatz zu verwenden, aber es endet damit, dass der Rest der Dekoration in Flammen aufgeht. |
| 10.10         | Streit um die Band                      |                                    | Erfindungen von Mike…                                                     | Elvis und Mike lösen ihre Band auf, um als Solokünstler aufzutreten. Als Mikes Gitarrenmaschine während einer Show auseinanderfällt, setzt sie die Bühne in Brand. |
| 10.11         | Fußballfieber                           |                                    | Ofen                                                                      | Die Feuerwehr steht kurz davor, mit einigen Bürgern von Pontypandy ein Fußballspiel zu veranstalten. In der Zwischenzeit muss Norman Bella mit den Pizzen helfen, aber er will das Spiel sehen und das führt dazu, dass er unvorsichtig wird. Die Katastrophe nimmt ihren Lauf, als er beim Herausnehmen der Pizzen aus dem Ofen nicht auf die heißen Kohlen achtet und schließlich ein Feuer auslöst. |
| 10.12         | Verschollen in der Höhle                |                                    | Höhlen                                                                    | Moose und Mrs. Chen nehmen die Kinder mit auf einen Ausflug zu den Höhlen unter dem Pontypandy Mountain und Mandy hofft, dort Fledermäuse zu sehen. Sie entfernt sich von der Gruppe, nachdem sie eine Fledermaus gesehen hat, vergisst aber, aufzupassen, wo sie hingeht und fällt in eine Grube. |
| 10.13         | Fit mit Feuereifer                      |                                    | Brandschutz                                                               | Während Sam und Trevor den Pontypandy Pioneers etwas über die Sicherheit bei Waldbränden beibringen, versucht Oberfeuerwehrmann Boyce, die anderen Feuerwehrleute durch eine von ihm geplante fehlerhafte Übungsroutine zu bringen, doch stattdessen werden alle verletzt. Währenddessen legt Norman versehentlich ein Feuer mit Trevors Grill. Es wird noch schlimmer, als Norman und Derek Feuerpatschen als Ruder benutzen, um alleine rudern zu gehen und sie am Ende verlieren. |
| 10.14         | Der Weltraumzug                         |                                    | Zug ohne Lokführer                                                        | Gareth fährt mit Mrs. Chen und den Kindern in die Berge, um die Polarlichter zu sehen. Doch Gareths Weltraumhelm aus Pappe sorgt dafür, dass der Zug wieder ohne ihn abfährt – und Feuer fängt. |
| 10.15         | Der Rekordbär                           |                                    | Lagerfeuer                                                                | Tom und Moose basteln einen Weidenbären, um zu versuchen, den Weltrekord des größten Weidenbären zu brechen, der von den wilden Männern von Newtown gehalten wird. Das Unglück geschieht, als Moose ihn versehentlich auf das Lagerfeuer wirft und in Brand setzt. |
| 10.16         | Der doppelte Elvis                      |                                    | Geduld                                                                    | Mike bläst am Strand eine Hüpfburg für das Fischfangfest auf und Norman möchte darauf spielen, aber Mike sagt ihm, dass sie erst gesichert werden muss. Norman wird ungeduldig und hüpft mit Mandy auf der Burg, aber der Wind bläst die Burg mit den Kindern darauf aufs Meer hinaus. In der Zwischenzeit ist Penny für den Tag weg, also springt Elvis’ Cousin, Jerry Lee Cridlington, für sie ein. |
| 10.17         | Der Superpinguin                        |                                    | schlecht befestigte Flutlichter                                           | Mike baut eine Eisbahn in seinem Vorgarten, damit die Kinder darauf Hockey spielen können. Norman kann nicht Schlittschuh laufen, also nimmt er einen aufblasbaren Pinguin zu Hilfe, der jedoch Probleme verursacht, als er mehrere Flutlichter umwirft und ein Feuer entfacht, wodurch Norman auf der Eisbahn eingeschlossen wird. |
| 10.18         | Tom lässt sich treiben                  |                                    | auf das Meer treiben                                                      | Tom, Charlie und die Zwillinge verbringen den Tag am Strand, aber als Tom sich auf seinem Floß ausruht, stellt er beim Aufwachen fest, dass er ins Meer gespült wurde. |
| 10.19         | Das Wasserballett                       |                                    | Schlösser zukleben                                                        | Norman ist eifersüchtig, dass James der Star der Froggy Fantasy Show ist und versucht, die Kontrolle zu übernehmen, indem er ihn in der Umkleidekabine einsperrt, aber versehentlich das Pooldeck in Brand setzt. In der Zwischenzeit hat sich Elvis eine Erkältung zugezogen und versucht, damit seinen Feuerwehrdienst zu verrichten |
| 10.20         | Verschollen im Schneesturm              |                                    | Schneesturm                                                               | Es ist Weihnachten in Pontypandy, und Gareth nimmt die Kinder mit auf den Pontypandy-Berg, um ihnen eine Weihnachtsüberraschung zu bereiten, aber sie versäumen es, eine Warnung vor einem schweren Schneesturm zu erhalten. |
| 10.21         | Die Schatzsucher                        |                                    | Schatzsuche                                                               | Als Sam den Kindern die Geschichte vom Schatz von Pontypandy Pete erzählt, will Norman ihn unbedingt finden. Währenddessen testet Joe sein neues U-Boot, dem der Strom ausgeht. Als die Feuerwehrleute ihn retten, entdecken sie das Wrack der Pontypandy Pearl, Pontypandy Petes Schiff. Professor Pickles, der Präsident des Newtown-Museums, entdeckt ein Buch, das ihn zum Schatz führt, aber Norman und Hannah gelingt es, einen Blick darauf zu werfen, und das Rennen ist eröffnet, um es zu finden. Norman und Professor Pickles schaffen es, den Schatz zur gleichen Zeit zu finden, aber sie verlieren ihn, als ein Minenwagen auf eine Klippe fährt und in den Fluss fällt. |
| 10.22         | Norman macht Zirkus                     |                                    | Umgang mit Schafen                                                        | Norman beschließt, im Pontypandy-Park eine Zirkusvorstellung zu veranstalten, von der er verspricht, dass sie „die größte Show der Welt“ sein wird, doch sein Publikum ist davon alles andere als begeistert. Das große Finale von Normans Show führt dazu, dass eine Schafherde durch Pontypandy stürmt. |
| 10.23         | Das Kajakrennen                         |                                    | Verletzungen                                                              | Ben und Hannah veranstalten ein Kajakrennen zur nördlichen Boje und zurück. Die Strömung erweist sich als zu stark für Ben, und er zerrt sich die Schulter. |
| 10.24         | Norman und der Pinguin                  |                                    | Pinguine                                                                  | Als ein Pinguin aus dem Newtown Zoo entkommt, hofft Elvis sehr, ihn zu sehen. Norman und Mandy finden den Pinguin zuerst, der über den Strand watschelt. Norman will ihn in seinem Zimmer behalten, aber es endet damit, dass er eine Sauerei macht, also beschließt er, ihn zum Pool zu bringen, aber er lässt ihn versehentlich im Laden zurück, wo Dilys einen Unfall mit einigen brennenden Kerzen und Schachteln hat, als sie von dem Pinguin aufgeschreckt wird. |
| 10.25         | Das Pontypandy-Parkfest                 |                                    | Heizlüfter                                                                | Die Bewohner von Pontypandy haben sich im Pontypandy Park zum jährlichen Stadtfest versammelt. Mike setzt versehentlich das Feuerwerkszelt in Brand, während er versucht, ein Gemälde mit einem Heizgerät zu trocknen |
| 11.1          | Der Prinz in Pontypandy                 |                                    | Helikopterpilot                                                           | Pontypandy ist in heller Aufregung, als ein königlicher Prinz zu Besuch kommt und die Feuerwehr von Pontypandy die Verantwortung für die Organisation der Veranstaltung erhält, aber Elvis und Sam haben Schwierigkeiten, den roten Teppich sauber zu halten. In der Zwischenzeit wandern Tom und Moose mit den Pontypandy Pfadfindern, aber Tom stürzt in eine Schlucht und verletzt sich beim Überqueren einer Seilbrücke an der Schulter (dank eines hungrigen Schafes, das das Seil durchkaut). Tom wird schließlich vom Prinzen selbst gerettet, der auch ein Hubschrauberpilot ist.                                                                                              |
| 11.2          | Der Feuer-Hund 2000                     |                                    | Superkräfte, Joes Erfindungen                                             | Joe hat einen neuen Roboterhund namens Firedog 2000 erfunden, um in Notsituationen zu helfen, die für Schnuffi zu gefährlich sind, aber es erweist sich als Fehler. Norman ist davon überzeugt, dass er als Norman-Man Superkräfte hat, also versucht er, diese zu nutzen, um mit dem defekten Firedog fertig zu werden. Es endet jedoch damit, dass er Norman jagt und Joes Garage sowie sich selbst in Brand setzt. |
| 11.3          | Die Jungen Retter in Gefahr             |                                    | Auf Bäume klettern, Gasflaschen                                           | Ellie nimmt die Junge Kadetten für einen Trainingstag mit in den Wald, aber James ist nicht davon überzeugt, dass Ellie Erfahrung mit Brandschutz hat. Er versucht, Sam von einem Baum aus anzurufen, um sich nach Ellies Erfahrungen bei der Brandbekämpfung zu erkundigen (und ein besseres Handysignal zu bekommen), bleibt aber schließlich stecken. Während Ellie ihn rettet, missachten Mandy und Sarah ihre Anweisungen, nichts anzufassen und verursachen, dass ein Gaskanister ins Lagerfeuer rollt, der explodiert und einen Waldbrand auslöst. |
| 11.4          | Monster-Alarm                           |                                    | U-Boot, klauen                                                            | Norman stiehlt Joes U-Boot, um das Pontypandysee-Monster zu finden und zu filmen, aber es endet damit, dass das U-Boot auf dem Grund des Sees abstürzt. Zu allem Übel beginnt es sich mit Wasser zu füllen. In der Zwischenzeit beschuldigt Ellie Elvis, Penny zu blockieren, während sie während der vorherigen Rettung der Crew in den Nachrichten interviewt wird. |
| 11.5          | Norman auf magischer Mission            |                                    | Stunts                                                                    | Norman versucht, eine Online-Sensation zu werden, aber seine Stunts führen dazu, dass er kopfüber in einem Baum stecken bleibt, dann einen Waldbrand auslöst und schließlich gefährlich von einer Seilrutsche über einem Wasserfall baumelt. Währenddessen kämpfen die Feuerwehrleute im Bergrettungszentrum damit, ein neues Betriebssystem zu testen. |
| 11.6          | Die Rätsel-Löser                        |                                    | Sicher auf einem Boot                                                     | Norman und Hannah gründen eine neue Detektei. Sie glauben, dass mysteriöse Leute am Strand sind, die mit Außerirdischen Kontakt aufnehmen. Die mysteriösen Leute entpuppen sich als Bronwyn, Gareth, Mrs. Chen und Professor Pickles beim Sterngucken; sie versuchen, einen neuen Stern zu entdecken und zu benennen, stranden aber am Ende auf dem Meer, als ihr Ruderboot umkippt. |
| 11.7          | Ein wildes Wildwest-Abenteuer           |                                    | Pferde                                                                    | Moose nimmt die Kinder mit auf ein Wildwest-Abenteuer und Hannah gibt Mandy Reitunterricht, aber Mandy gerät in Schwierigkeiten, als sie und ihr Pferd in eine Schlucht stürzen. |
| 11.8          | Die Stinkekatze                         |                                    | Haustiere                                                                 | Als Sam eine Katze aus einem Abfluss rettet, bekommen Hannah, Mandy und Norman die Aufgabe, sich um sie zu kümmern. Aber der Gestank der Katze überwältigt Norman, also zündet Mandy eine Duftkerze an, um den Geruch loszuwerden. Doch die Katze lässt sie nicht in Ruhe einen Film anschauen, also lässt Norman sie aus dem Käfig. Beim Versuch, die Katze wieder in den Käfig zu bekommen, stößt Norman versehentlich die brennende Kerze um und verursacht ein Feuer. |
| 11.9          | Dilys gibt Gas                          |                                    | Fahren in der Natur                                                       | Die Jungen Kadetten sind im Berg-Aktivitäten Zentrum , um mit Wallaby 2 zu fliegen. Norman ist jedoch spät dran und Dilys versucht, ihn dorthin zu bringen, fährt ihn aber versehentlich zum Bergrettungszentrum. Die beiden versuchen, ihn zum Mountain Aktivitäts Zentrum zu bringen, aber Dilys fährt zu schnell und bleibt mit ihrem Auto in einem Baum über einer Schlucht stecken. |
| 11.10         | Norman sieht Gespenster                 |                                    | Gruselfilme/Leuchtraketen                                                 | Norman sieht sich einen gruseligen Zombiefilm an und glaubt, dass James, Hannah und Mandy zu Zombies geworden sind, aber sie haben sich nur erkältet. Norman versucht, mit einer Leuchtrakete um Hilfe zu rufen, nur um im Haus der Floods ein Feuer zu entfachen. |
| 11.11         | Jagd auf die Alien-Käfer                |                                    | Computerspiele                                                            | Die Kinder sind besessen von einem neuen Alien-Handyspiel und versuchen, es als erste in Pontypandy zu schaffen. Allerdings müssen sie gegen Charlie und Mike antreten, die sie an jedem Punkt des Spiels schlagen, was Norman frustriert. Der letzte Punkt ist auf dem Meer, und Norman beschließt, Neptun zu stehlen, um Charlie und Mike zu schlagen, aber die Kinder verirren sich und James fällt über Bord. |
| 11.12         | Hauptfeuerwehrmann Steele führt Regie   |                                    | Aufmerksamkeit teilen                                                     | Hauptfeuerwehrmann Steele führt Regie bei einem Film über seine Kindheit und Norman möchte der Star der Show sein. Während der gesamten Show weigert sich Norman, das Rampenlicht mit seinen Co-Stars zu teilen. Er gerät in einen Streit mit James und setzt am Ende die Bühne – und das Berg Aktivitäts-Zentrum – mit dem Scheinwerferlicht in Flammen. |
| 11.13         | Der rollende Riesenkürbis               |                                    | Berge und Fahrzeuge                                                       | Pontypandy veranstaltet einen Riesengemüsewettbewerb und die Kinder haben einen Riesenkürbis gezüchtet. Sie versuchen, den Kürbis auf einem großen Wagen zu transportieren, aber am Ende fährt er in Pontypandy frei herum, mit James auf ihm. In der Zwischenzeit läuft Norris, das Meerschweinchen, auch in Pontypandy herum. |
| 12.1          | Norman, der Starreporter                |                                    | Reporter*innen-Wettstreit, Joes Erfindungen, Brand im Sparpreissupermarkt | Norman möchte der tollste Starreporter aller Zeiten werden. Aber Sarah und Mandy scheinen noch sensationellere Meldungen für die Website von „Pontypandy Planet“ zu finden. Norman scheut sich nicht ein bisschen nachzuhelfen, um die Geschichten seiner Freundinnen zu überbieten. Da kommt ihm der neue, raketengetriebene „Pogomaster 2000“ von Joe gerade recht. Doch der Pogo-Stick ist schwieriger zu handhaben, als gedacht. |
| 12.2          | Die Seilrutsche                         |                                    | Berge, Abenteuer, Tierrettung, Inspektion                                 | Mandy, Norman und James absolvieren bei Moose ein Geschicklichkeitstraining, um „Berghelden“ zu werden. Aber während James fürchterliche Angst hat, ist Norman von den meisten Aufgaben gelangweilt. Er will endlich die längste Seilrutsche in den Bergen ausprobieren, die als „Seilrutsche des Grauens“ bekannt ist. Norman überredet Mandy, sich davonzuschleichen, um schon mal einen Probelauf zu machen. Ob das gut geht? |
| 12.3          | Ein wirklich scharfer Snack             |                                    | Herdbrand                                                                 | In der Feuerwache von Pontypandy ist Tag der offenen Tür. Dort stellt Hauptfeuerwehrmann Steele den staunenden Gästen Polizist Malcolm vor. Der Polizeimeister ist neu nach Pontypandy gekommen, um Sam und die anderen Feuerwehrleute zu unterstützen. Und Malcolms Hilfe wird schon bald gebraucht, denn Gwendolyn setzt ihr Kabeljau-Café in Brand, als sie ihre „schön scharfen Fischkroketten“ für das Fest zubereitet. |
| 12.4          | Das Bruderwochenende                    |                                    | Camping-Sicherheit, Freizeit, Inselbrand                                  | Feuerwehrmann Sam und sein Bruder Charlie wollen ein ruhiges Bruder-Wochenende auf Pontypandy Eiland verbringen. Leider sind auch Hauptfeuerwehrmann Steele und die Jungen Retter für ein Camping-Sicherheitstraining auf der Insel. Nicht nur, dass es mit der Ruhe nun vorbei ist – James sorgt bei dem Versuch, mit Feuersteinen ein Lagerfeuer zu entfachen, für einen Großbrand. |
| 12.5          | Eine zündende Werbung                   |                                    | Werbung, fahrender Brand, Zaubertricks                                    | Norman will eine Zaubershow aufführen und hängt Plakate auf. Genau wie Mike, der ausgerechnet am selben Abend eine Trommelshow veranstalten will. Die beiden Streithähne bleiben stur und können sich nicht auf eine vernünftige Lösung einigen. Stattdessen versuchen sie, sich mit immer spektakuläreren Werbeaktionen zu überbieten. Das führt schließlich zu einer brennenden, rollenden Werbetafel, die ganz Pontypandy in größte Gefahr bringt. |
| 12.6          | Die gefährliche Floßfahrt               |                                    | Pfadfinder, Wasserrettung, Kurzschluss                                    | Die Pontypandy Pfadfinder wollen das Floßbau-Abzeichen erwerben. Während Norman einfach drauflos basteln möchte, hat James Angst, dass das schiefgeht und sie das Abzeichen am Ende nicht bekommen. Also besteht James darauf, mit seinem Tablet einen korrekten Floß-Bauplan zu suchen. Doch das Gerät muss zuerst geladen werden. Obwohl Sarah ihn warnt, benutzt James einen Zusatzakku mit kaputtem Kabel. Das kann nicht gut gehen. |
| 12.7          | Das fliegende Sandwich                  |                                    | Hubschrauberabsturz, Ortung, Experiment                                   | Hannah, James und Sarah haben eine Drohne, mit dem sie ein Käse-Sandwich ins Weltall schicken möchten. Auf dem Laptop können sie die Live-Bilder verfolgen, die eine Kamera von der Drohne auf die Erde sendet. Gleichzeitig muss Tom mit dem Hubschrauber Wallaby 2 in den Bergen notlanden. Mit den Live-Bildern von ihrer Drohne können die Kinder Feuerwehrmann Sam und Polizist Malcolm bei der Suche nach Tom helfen. |
| 12.8          | Meeresschildkröte in Not                |                                    | Nachhaltigkeit, Tierrettung, Joes Erfindungen, Unter-Wasser-Rettung       | Bei der „Aktion Saubere See“ soll Plastikmüll aus der Bucht eingesammelt werden. Dabei entdecken Hannah und Norman eine seltene Meeresschildkröte. Die zwei Kinder streiten sich, wer das Tier durch Joes neues Super-Fernglas „Fenglasomat 2000“ beobachten darf. Dabei fällt das Fernglas ins Wasser. Sofort starten Hannah und Joe mit dem „Tauchmaster 2000“ zum Meeresgrund, um das Fernglas zu bergen. Doch dann ist die Batterie des U-Bootes leer. |
| 12.9          | Abenteuer auf Dinosaurier Eiland        |                                    | Archäologie, Erschrecken, Klippenrettung                                  | Nachdem auf Pontypandy Eiland versteinerte Dinosaurierknochen entdeckt wurden, wird aus der Insel der Erlebnispark „Dinosaurier Eiland“. Die Kinder dürfen dort nach Fossilien graben. Norman kommt auf die Idee, seinen Cousin Derek zu erschrecken, indem er so tut, als ob es auf der Insel noch lebende Dinosaurier gibt. Der Streich gelingt ihm so gut, dass Derek hilflos auf einem Felsvorsprung landet. Feuerwehrmann Sam muss helfen. |
| 12.10         | Die karibische Grillparty               |                                    | Bahnhofsbrand                                                             | Tom und Moose haben Malcolm zu einem Ausflug der Wilden Männer von Pontypandy eingeladen. Malcolm bereitet ein Grillhähnchen nach dem karibischen Geheimrezept seiner Mutter zu. Das Hähnchen duftet so lecker, dass der Hund Buddler nicht widerstehen kann. Er packt das Hähnchen und läuft davon. Bei der Verfolgungsjagd kommt der Grill ins Rollen und setzt den Bahnhof von Pontypandy in Brand. Ein Glück, dass Feuerwehrmann Sam nicht weit ist. |
| 12.11         | Gefährliche Wanderung                   |                                    | Sicherheit, Waldbrand, Personenrettung                                    | Es ist seit Tagen heiß und es herrscht höchste Waldbrandgefahr. Während die Feuerwehrleute Sicherheitsvorkehrungen treffen, geht ein Notruf ein. Malcolm, die Floods und Norman machen eine Wanderung und haben einen Waldbrand zu spät entdeckt. Jetzt ist die Wandergruppe von Flammen eingeschlossen und zu allem Übel hat sich Mike noch am Fuß verletzt. Können Feuerwehrmann Sam und sein Team die Wandergruppe retten? |
| 12.12         | Hilfspolizist James                     |                                    | Praktikum, Diebstahl, Verwüstung                                          | James möchte zu gern Polizist werden und Malcolm bei seiner Arbeit unterstützen. Zufälligerweise geschehen gerade seltsame Dinge in Pontypandy: Mikes Mittagessen verschwindet und jemand hat die Obst- und Gemüsekisten vor Dilys' Laden verwüstet. Ein Fall für Hilfspolizist James! Den Essensräuber hat er schnell ermittelt. Doch die Verhaftung gestaltet sich schwierig. |
| 12.13         | Die Ukulele-Band                        |                                    | Musik, Musikvideo, Wasserrettung                                          | Trevor leitet die Ukulele-Band, zu der Mandy, Moose und Sarah gehören. Als Norman zufällig im Park Trevors Band hört, macht er sich über den Klimperklang lustig. Das kann Sarah nicht auf sich sitzenlassen. Sie will ein richtig tolles Rock-Video drehen, das so cool ist, dass selbst Norman Ukulele spielen möchte. Doch bei den Dreharbeiten kommt es zu einem Ruderboot-Zwischenfall und nur noch Feuerwehrmann Sam kann helfen. |
| 13.01         | Das Disco-Desaster                      |                                    |                                                                           | In Pontypandy ist großer Disco-Dance und Norman will ganz groß rauskommen: Mit den unglaublichen tollen Moves, die er im Internet gesehen hat. Norman will allen zeigen, wie gut er tanzen kann. Doch das interessiert nur die kleine Lily, die gern mit Norman tanzen möchte. Um Lily loszuwerden, schaltet Norman Joes Nebelmaschine ein. Sein Plan geht auf, nur Mike stößt dabei leider einen Scheinwerfer um und es fängt an zu brennen. |
| 13.02         | Erste Hilfe in den Bergen               |                                    |                                                                           | Sam und die anderen Feuerwehrleute trainieren unter der Leitung von Helen den Transport von Verletzten im Rettungswagen. Währenddessen machen sich Trevor und die Pfadfinder auf in die Berge, um dort Erste-Hilfe-Maßnahmen zu üben. Aber aus der Übung wird Ernst, als Trevor sich den Knöchel verstaucht und James auf der Suche nach einer Stelle mit Handy-Empfang in eine Felsschlucht stürzt. Zum Glück sind Helen und Sam gerade in der Nähe. |
| 13.03         | Chaos beim Autowaschen                  |                                    |                                                                           | James, Mandy und Sarah wollen sich mit Autowaschen Geld verdienen, um sich den neuen Flex Dexter-Film im Kino anzuschauen. Aber auch Norman und Hannah wollen gern in den Film und machen den dreien Konkurrenz. Es kommt zu einem wilden Wettstreit um die Kunden. In der Hektik löst Sarah versehentlich die Handbremse von Helens Auto. Plötzlich rollt der Wagen los und rast mit Sarah direkt aufs Meer zu. Wer kann jetzt noch helfen? |
| 13.04         | Feuerwerksparty                         |                                    |                                                                           | Die alljährliche Feuerwerksnacht in Pontypandy steht an. Die Sparkes haben ein eigenes Feuerwerk geplant, lernen aber, dass es am sichersten ist, das öffentliche Feuerwerk zu bewundern! |
| 13.05         | Der Pizza-Wettbewerb                    |                                    |                                                                           | Im Pontypandy-Park findet die „Pizza-Fiesta“ statt – ein Wettstreit um den Titel des besten Pizza-Bäcker-Teams der Stadt –, geleitet von Sergeant Rose Ravani. Die Teams haben jeweils ihre ganze eigene Art, die beste Pizza zu backen: im Holzofen, im Gasofen oder auch in der Mikrowelle. Dabei fangen die Scheite von Charlies Holzofen Feuer und der Brand breitet sich schnell aus. Sam und die anderen Feuerwehrleute müssen helfen. |
| 13.06         | Ein tolles Team                         |                                    |                                                                           | Malcolm stellt seine neue Partnerin vor: Polizeihündin Shadow. Sarah ist begeistert davon, wie klug und geschickt sie sich anstellt. Das müsste doch auch Buddler können, also versucht Sarah ihm ein Kunststück beizubringen. Leider ohne Erfolg. Allerdings gerät bei diesem Hunde-Training das Kabeljau-Café in Brand. Sam kann Sarah aus den Flammen retten, aber Buddler bleibt verschwunden. Können Shadow und Schnuffi den vermissten Buddler finden? |
| 13.07         | Erbsen mit Rauchgeschmack               |                                    |                                                                           | Die Jungen Retter absolvieren eine Übung im Trainingsturm der Feuerwehr. Währenddessen passiert in Dilys’ Laden ein Unglück: Eine Lieferung Gefriererbsen muss schnell gekühlt werden. In der Eile schließt Dilys mehrere neue Gefrierschränke an eine einzige Steckdosenleiste an. |
| 13.08         | Das Pfadfinder-Fest                     |                                    |                                                                           | Die Pontypandy-Pfadfinder feiern ein Jubiläum und zu diesem Anlass hat sich Trevor etwas ganz Besonderes ausgedacht: Gareth soll die Gruppe als Pfadfinder-Leiter der ersten Stunde zum großen Fest am Bergsteiger-Erlebnispark führen. Gareth kennt eine alte Abkürzung dorthin. Aber irgendwie kommen sie vom Weg ab. Polizeichefin Rose Ravani versucht mit Hilfe von Sam und Malcolm, Gareth und die verirrten Pfadfinder aus dem Wald zu retten. |
| 13.09         | Der neue Polizeihubschrauber            |                                    |                                                                           | Hannah will mit ihrem Vater eine Ballonfahrt machen, aber leider herrscht Windstille. Praktischerweise hat Joe seine neue Erfindung dabei: Einen Düsenantrieb, der es in sich hat. Als Norman sich darüber lustig macht, wie lahm die ganze Aktion aussieht, stellt Hannah den Antrieb auf volle Leistung. Sofort saust der Ballon völlig unkontrolliert mit den beiden aufs offene Meer hinaus. Ein großer Rettungseinsatz wird notwendig! |
| 13.10         | Die Wand der Champions                  |                                    |                                                                           | Sam und Elvis lernen das Polizeipferd Kilo kennen. Polizeichefin Rose Ravani bringt ihnen bei, wie man in Notsituationen mit einem Pferd umgeht. Währenddessen werden James, Mandy, Norman und Sarah von Moose auf eine Schnitzeljagd geschickt. Sie sollen Fotos in der Natur machen und dabei die seltene Pontypandy-Petunie finden. Diese Pflanze wächst nur an Felswänden. Mandys Ehrgeiz ist so groß, dass sie alle Gefahren außer Acht lässt. |
| 13.11         | Stehpaddel-SOS                          |                                    |                                                                           | Charlie hat ein aufblasbares Stehpaddel-Brett besorgt und Sarah soll als Erste damit ins Wasser. Das ärgert James mächtig. Während die anderen eine Pause machen, schleicht er sich zum Fluss und gleitet mit dem Brett davon. Aber er hat die Strömung zum Meer hin unterschätzt und obendrein bekommt das aufblasbare Brett ein Loch. James kann sich gerade noch auf eine kleine Insel retten, aber das findet der dort brütende Vogel gar nicht gut. |
| 13.12         | Das Monster der Pontypandy-Berge        |                                    |                                                                           | Moose hat gruselige Geräusche im Wald gehört. Für Hannah und Norman ist klar, dass es sich dabei nur um das Monster der Pontypandy-Berge handeln kann. Zusammen mit Ellie starten sie ihre Ermittlungen, während Frau Chen und Gwendolyn ein Entspannungswochenende im Wald machen. Auf der Flucht vor den unheimlichen Geräuschen, verursachen ihre Aroma-Kerzen jedoch ein Feuer. Sam und die anderen müssen verhindern, dass es zu einem Waldbrand kommt! |
| 13.13         | Die gruselige Kutschfahrt               |                                    |                                                                           | In Pontypandy ist Stadtfest. Hannah bietet mit Sarah Kutschfahrten an. Aber Norman findet das entschieden zu langweilig. Er will daraus eine „gruselige Kutschfahrt“ machen. Als spukender Geist von Pontypandy-Pete verkleidet, springt Norman vor dem Tier herum. Das Pferd erschreckt sich so sehr, dass es in wildem Galopp mit der Kutsche davonrennt. Penny und Elvis sind ratlos, wie sie das Tier beruhigen sollen, doch Schnuffi kommt ihnen zu Hilfe. |
| 13.14         | Die Jagd nach dem Fleckenrochen         |                                    |                                                                           | Hannah, James, Norman und Sarah sind mit Jodie, der Schwester von Ellie, an der Küste vor Pontypandy unterwegs. Jodie ist Meeresbiologin und möchte versuchen, einen Fleckenrochen zu entdecken. Diese Tiere sieht man bei Pontypandy äußerst selten. Auch Charlie und Mike möchten einen Fleckenrochen finden. Doch als Charlie das Steuer seines Fischerbootes Mike überlässt, fliegt er von Bord und das Boot schlägt an den Felsen leck. |
| 13.15         | Gefahr im Watt                          |                                    |                                                                           | Malcolm macht mit Mandy, Mike und Norman eine Foto-Exkursion an die Küste von Pontypandy. Dort möchten sie ein Bild vom seltenen Langschnabeligen Wattvogel machen. Doch im Watt ist es gefährlich. Es gibt Treibsand und Schlingwatt. Darin kann man versinken wie in einem Moor. Genau das passiert Mike, als er sich zu sehr auf die Kamera und zu wenig auf seine Umgebung konzentriert. Plötzlich steckt er im Schlamm fest – und bald kommt die Flut. |
| 13.16         | Feuer auf dem Wasser                    |                                    |                                                                           | Professor Pickles ist auf der Suche nach der Wilden Feuernadel – einer sagenumwobenen Schiffskanone, die vor Pontypandy auf dem Meeresgrund liegen soll. Mit Charlie, James, Sarah, Joe und Hannah sucht er danach. Sie finden auch tatsächlich etwas. Aber der Gegenstand entpuppt sich bei der Bergung als ein altes Ölfass, das auch noch leckschlägt. Vom überhitzten Motor des U-Boots fängt der Ölteppich Feuer und droht, die Schatzsucher einzuschließen. |
| 13.17         | Gefährliche Gezeiten                    |                                    |                                                                           | Jodie möchte Hannah in den Klippen von Kap Pontypandy eine Höhle zeigen, die nur bei Ebbe zugänglich ist. Mit Charlies Boot fahren sie aufs Meer, um von dort aus mit Kajaks in die Höhle zu fahren. Doch es ist Springtide und Jodie hat die Stärke der einsetzenden Flut unterschätzt. Das Boot wird von der Strömung fortgerissen und Ellie aus ihrem Kajak geschleudert. Hannah muss allein versuchen, das Boot zu erreichen, um Hilfe zu holen. |
| 13.18         | Hund gegen Schaf                        |                                    |                                                                           | Gareth, James und Sarah sind mit Buddler spazieren. Plötzlich sehen sie, dass Wollie frei herumläuft. Kein Problem für Gareth und Buddler, denn sie haben schon oft die Sendung „Hund gegen Schaf“ gesehen. Dort zeigen Hütehunde, wie geschickt sie ganze Schafherden hüten können. Aber Buddler will lieber spielen, als Wollie zu hüten. Am Ende landen die beiden auf einem wackeligen Felsvorsprung in einer Schlucht. Ein Fall für die Bergrettung. |
| 13.19         | In der Falle                            |                                    |                                                                           | James, Mandy, Norman und Sarah dürfen die Polizeiwache besichtigen. Ravani und Malcolm zeigen ihnen die technische Ausrüstung, aber James passt nicht auf. Als Malcolms Hilfspolizist meint er, sich ohnehin auszukennen. Ein fataler Irrtum, denn als er heimlich auf dem Control-Panel herumdrückt, löst er die hermetische Abriegelung der Polizeiwache aus. Nun stehen die anderen draußen vor verschlossenen Türen – und dann geht ein dringender Notruf ein! |
| 13.20         | Paddel-Probleme                         |                                    |                                                                           | Professor Pickles macht mit den Pontypandy-Pfadfindern ein Experiment. In winzigen Booten, sogenannten Korakeln, sollen sie wie einst die ersten Siedler nach Pontypandy-Eiland fahren. Währenddessen führt Penny, die gerade ihr Examen als Sicherheits-Inspektorin bestanden hat, die jährliche Prüfung bei Titan durch. Ein Glück, dass an dem Rettungsboot alles in Ordnung ist, denn Professor Pickles gerät in eine missliche Lage in den Felsenklippen. |
| 13.21         | Feuer im Veterinär-Zentrum              |                                    |                                                                           | Hannah, James, Mandy, Norman und Sarah helfen im Veterinär-Zentrum. Dort macht Lizzie den jährlichen Check-up mit Kilo und Shadow. Sie überträgt Sarah die Leitung des Hilfsteams. Alle übernehmen eine Aufgabe. Nur das Zusammenharken des Heus dauert viel länger, als Sarah sich das gedacht hatte. Weil sie endlich mit den Tieren spielen will, schnappt sie sich heimlich einen Laubbläser. Aber dann setzt das heiß gelaufene Gerät die Ställe in Brand. |
| 13.22         | Das große Reifenrollen                  |                                    |                                                                           | Trevor veranstaltet mit James, Mandy, Norman und Sarah einen Wettkampf, wie es ihn zu alten Zeiten gab: das Reifenrollen. Als Trevor sieht, wie gut Hannah das kann, ist sein Ehrgeiz geweckt. Aber so versessen auf den Sieg wird er leichtsinnig und stürzt schließlich in den Fluss. Die starke Strömung reißt Trevor mit sich. Er rast unaufhaltsam auf den Wasserfall zu! Da kann nur noch ein blitzschneller Einsatz mit dem Jetski Juno helfen. |
| 13.23         | Der ausgefuchste Fuchs                  |                                    |                                                                           | Die Jungen Retter sollen bei einem Dreibeinlauf lernen, wie man durch Teamwork ein Rennen gewinnt. Währenddessen sind Malcolm, Moose und Tom im Wald als „die Wilden Männer von Pontypandy“ unterwegs. Dort wollen sie ein richtiges Festmahl am Lagerfeuer zelebrieren. Aber ein überaus schlauer Fuchs jagt ihnen wieder mal alle Vorräte ab. In der Aufregung wird aus der kleinen Feuerstelle plötzlich ein riesiger Waldbrand. Jetzt ist Teamwork gefragt. |
| 13.24         | Das Windskate-Fiasko                    |                                    |                                                                           | In Pontypandy findet ein Wettbewerb um die besten Fotos für einen Kalender statt. Alle machen bei dem Wettbewerb mit – auch Frau Chen. Doch auf ihrer Jagd nach dem allerbesten Schnappschuss vergisst sie sämtliche Sicherheitsregeln. Sie landet schließlich aus Versehen auf einem Windskater, der durch den starken Wind aufs offene Meer hinausgetrieben wird. Ein Fall für Feuerwehrmann Sam und sein Team. |
| 13.25         | Die große Müllsammel-Aktion             |                                    |                                                                           | Jodie hat zu einer großen Müllsammel-Aktion am Strand aufgerufen. Alle machen mit und bald entwickelt sich unter den Erwachsenen ein richtiger Wettbewerb daraus, wer den meisten Müll sammelt. Sie sind so eifrig bei der Sache, dass sie gar nicht mitbekommen, wie Lilys Lieblings-Kuscheltier Sharky von einer Möwe geklaut wird. James, Mandy und Norman laufen der Seemöwe nach. Dabei landen sie auf einer Wattinsel, als plötzlich die Flut kommt. |
| 13.26         | Radio Mandy                             |                                    |                                                                           | Mandy betreibt mit James und Norman einen Radiosender. Als jedoch immer weniger Leute zuhören, kommt Mandy auf die fatale Idee, spannende Nachrichten zu erfinden. Das stößt zwar auf Interesse, aber die falschen Meldungen von gigantischen Verkehrsstaus in Pontypandy führen bald zu einem Chaos. Und als sich Mandy und Norman um das Mikrofon streiten, gerät das Haus der Floods in Brand. Aus der gespielten Panik wird eine echte Gefahr. |
| 14.01         | Brand im Bienen-Hotel                   |                                    |                                                                           | Um bienenfreundlicher zu sein, werden in Pontypandy Blumenbeete angelegt und Bienen-Hotels aufgehängt. Alle helfen und bald kommt es zum Wettstreit zwischen James und Mandy, wessen Bienen-Hotel mehr Gäste hat. Während James auf Tipps aus „Das Große Buch der Bienen“ setzt, will Mandy ihr Hotel mit ein wenig Honig attraktiver machen. Jedoch wirft sie dabei versehentlich den Smoker von Hobby-Imker Malcolm um. Rasend schnell entsteht ein Lauffeuer. |
| 14.02         | Norman und die Mondmenschen             |                                    |                                                                           | Joe und Hannah wollen mit einem Laser die Entfernung zum Mond messen. Auch James findet die Idee spannend, Norman jedoch ist gar nicht begeistert. Schließlich würde das konzentrierte Licht die Mond-Menschen verärgern, die deshalb auf die Erde kommen. Seine Comics haben ihn das gelehrt. Als dann Saturn mit seinem neuen Suchscheinwerfer am Himmel auftaucht, stößt Norman panisch den Laser um und löst einen Brand in Joes Garage aus. |
| 14.03         | Der Super-Roller                        |                                    |                                                                           | Gwendolyn bietet einen Lieferservice für ihr Kabeljau Café an und Mandy will sie dabei unterstützen. Leider ist Mandys Tretroller für die Auslieferungen viel zu langsam und das Essen längst kalt. Ein kleiner Motor ihres Vaters verwandelt das lahme Gefährt in einen Super-Roller. Doch als sie der Feuerwache Fish & Chips ausliefern will, verliert Mandy die Kontrolle über das Fahrzeug und rast schon bald ungebremst auf die Klippen zu. |
| 14.04         | Absturz an den Klippen                  |                                    |                                                                           | Die Pfadfinder und Trevor bekommen bei ihrer Vogel-Beobachtung auf Pontypandy Eiland Unterstützung von Hubschrauberpilot Tom Thomas. Dieser hat nämlich eine App entwickelt, mit der man einen Vogel über ein Bild identifizieren kann. Doch es ist gar nicht so einfach, Fotos von den flinken Vögeln zu schießen. Während eines hektischen Schnappschuss-Versuchs stürzt Tom die Klippen hinab und hängt nur noch an einem brüchigen Ast über dem Abgrund. |
| 14.05         | Polizistin Sarah                        |                                    |                                                                           | Die Jungen Retter nehmen an einem gemeinsamen Übungstag von Feuerwehr und Polizei teil. Sarah würde jedoch lieber Polizeichefin Rose bei ihrer Arbeit über die Schulter schauen. Zunächst muss sich Sarah mit wichtigen, aber wenig spannenden Aufgaben zufriedengeben. Plötzlich trifft die Meldung ein, dass Gareth und der Hund Buddler verschwunden sind. Plötzlich wird der Übungstag für die Jungen Retter eine ernste Angelegenheit. |
| 14.06         | Die Waldschlaf-Challenge                |                                    |                                                                           | Um Geld für einen guten Zweck zu sammeln, veranstaltet Moose eine Waldschlaf-Challenge. 30 Tage und Nächte will er ausschließlich in der Natur verbringen und sich nur von dem ernähren, was sich im Wald befindet. Sogar das Fernsehen berichtet von vor Ort. Sarah, Mandy, Norman und James sollen Moose Gesellschaft leisten. Als James die Regeln bricht und heimlich Marshmallows in der letzten Glut des Lagerfeuers grillt, kommt es zu einem Waldbrand. |
| 14.07         | Der Spaß-Spurt                          |                                    |                                                                           | Der Pontypandy-Spaß-Spurt steht an, ein Querfeldein-Rennen, bei dem alle mitmachen können. Mike ist verantwortlich für die Verstärkeranlage, über die Ellies Kommentare zum Geschehen übertragen werden sollen. Doch wie immer hat sich bei Mike ein kleiner Fehler eingeschlichen. Ohrenbetäubende Rückkopplungen versetzen das Pferd Prinz in Panik. Es geht durch und droht in die rennende Menge hinein zu galoppieren. |
| 14.08         | Die neue Uniform                        |                                    |                                                                           | Hannah, James und Sarah wollen im Wald ein Picknick machen. Dort begegnen sie Professor Pickles, der auf der Suche nach dem uralten, vergessenen Pontypandy-Pfad ist. Begeistert begleiten sie ihn, doch der Professor vergisst die Zeit und schon bald findet die Gruppe im Dunkeln keinen Weg mehr aus dem Wald heraus. Professor Pickles bastelt also eine improvisierte Fackel, über die er jedoch die Kontrolle verliert. Der Wald brennt lichterloh. |
| 14.11         | Gefangen in der Grotte                  |                                    |                                                                           | Die Meeresbiologin Jodie startet das Projekt „Meereswelten-Freunde“, um mit ganz Pontypandy die Vielfalt der Meereslebewesen zu erkunden. Ziel ist es, am Strand so viele Tiere wie möglich zu entdecken. Norman schneidet dabei besonders schlecht ab. Auf der Suche nach einer Krabbe läuft die unzufriedene Dilys mit ihm in ein Grotte. Doch die Flut kommt schneller als erwartet. Vom steigenden Wasser werden die beiden eingeschlossen. |
| 14.12         | Der Segeltörn                           |                                    |                                                                           | Jodie will mit dem Segel-Club einen Törn nach Pontypandy Eiland machen. Eine gute Gelegenheit für Krystynas Bruder Peter, die anderen kennenzulernen. Als Norman im Skiff vom Wind abgetrieben wird, hilft ihm Peter ohne zu zögern. Doch die beiden verlieren die Kontrolle über die Situation und werden gefährlich weit von der Küste weggetrieben. |
| 14.13         | James hebt ab                           |                                    |                                                                           | Hannah zeigt James und Peter die Erfinder-Garage ihres Vaters Joe. Der Entwurf des Sparkes-Powerdrachen 2000 sorgt bei Peter für Begeisterung. Diesen konnte Joe jedoch bisher nie zum Fliegen bringen. Mit ein paar kleinen Änderungen ist der neue Superdrachen fertig – aber durch seine Größe entwickelt er solche Zugkräfte, dass James mit in die Luft gerissen und aufs offene Meer hinausgetragen wird. Ein Fall für den Rettungsdienst. |
| 14.14         | Die Wilden Männer in Gefahr             |                                    |                                                                           | Sarah und Mandy machen für „Pontypandy Planet Online“ eine Reportage über Teamwork. Um ihre gute Zusammenarbeit unter Beweis zu stellen, möchten die Wilden Männer einen riesigen Baumstamm über eine weite Strecke bewegen. Dabei sind sie aber wenig erfolgreich. Die gleichzeitig stattfindende Feuerwehr-Übung scheint interessanter für die Reporterinnen zu sein. Doch plötzlich wird Moose von dem Baumstamm hilflos in Richtung Wasserfall gezogen. |
| 14.15         | Der Duft muss in die Luft               |                                    |                                                                           | Dilys hat so viel von der „Pontypandy Pikant-Soße“ bestellt, dass Norman nicht mal mehr an den vielen Kartons vorbei in sein Zimmer kommt. Um ganz Pontypandy zum Kauf der Soße zu animieren, kocht Dilys vor ihrem Laden eine Suppe mit viel „Pikant-Soße“. Doch die Duftschwaden locken niemanden an. Als Öl in einer Pfanne in Brand gerät, nimmt Dilys Wasser zum Löschen. Es kommt zu einer Fettexplosion und schon steht der Laden in Flammen. |
| 14.16         | Wettkampf der Vlogger                   |                                    |                                                                           | Meeresbiologin Jodie ist mit James, Mandy und Ben am Strand von Pontypandy Eiland unterwegs, um aufregende Filmaufnahmen von Pflanzen und Tieren für ihren Video-Blog zu sammeln. Leider bekommt Ben als Einziger nichts vor die Linse. Er will unter Wasser filmen, was die anderen mit ihrem Handy nicht machen können. Dabei rutscht er jedoch von einem Felsen ab und klemmt sich den Fuß ein. Ausgerechnet dann beginnt auch noch die Flut zu steigen. |
| 14.17         | Dino-Abenteuer-Kumpel                   |                                    |                                                                           | Das Programm auf dem Schulausflug von Frau Chen ist Peter zu langweilig. Viel lieber würde er die Ausgrabungsstätte von Professor Pickles begutachten, der auf der Suche nach Dinosaurier-Knochen ist. James zögert wie immer ein bisschen, doch auch ihn hat die Neugierde gepackt. Leichtsinnig ignorieren die beiden jedoch sämtliche Warnschilder und fallen schon kurz darauf in eine tiefe Grube. Ein Fall für den Rettungsdienst! |
| 14.18         | Die verrückte Hut-Parade                |                                    |                                                                           | In Pontypandy findet die alljährliche „Verrückte Hut-Parade“ statt, bei der alle Kinder ihre liebsten oder eigenwilligsten Kopfbedeckungen vorführen. Jedes Jahr schafft es James Kreation auf die Titelseite der Schülerzeitung, doch dieses Mal will sich Norman den Platz sichern. Mike lötet ihm dafür ein riesiges Drahtgestell für einen imposanten Zylinder. Keiner bemerkt jedoch, wie der heiße Lötkolben in eine Kiste fällt und diese in Brand setzt. |
| 14.19         | Die Kapitänsmütze                       |                                    |                                                                           | Hauptbrandmeister Boyce ist in Pontypandy, um Neptun abzuholen. Das Boot soll nämlich mit einem umweltfreundlichen Elektromotor ausgestattet werden. Hauptfeuerwehrmann Steele kann ihn überzeugen, den Umbau einfach Penny und den anderen zu überlassen. Leichter gesagt als getan. Die Zeit drängt, denn Boyce und Steele wollen Ergebnisse sehen. Zeitgleich geraten Charlie, Mandy, Norman und Sarah auch noch in Seenot und sind auf Neptun angewiesen. |
| 14.20         | Prinz in Gefahr                         |                                    |                                                                           | Als Tierärztin soll Lizzie den Feuerwehrleuten zeigen, wie man bei Rettungsaktionen richtig mit Tieren umgeht. Währenddessen dürfen Norman und Hannah auf dem Hof die Tiere versorgen. Norman will unbedingt mit den Schafen Gassi gehen. Wollie und Lämmchen sind davon aber gar nicht begeistert und büxen aus. Auch Prinz geht durch und bleibt am Strand im Watt stecken. Die Flut setzt ein, doch er schafft es nicht aus eigener Kraft zurück an Land. |
| 14.21         | Wer fliegt FireSwift?                   |                                    |                                                                           | Frau Chen besucht mit James, Mandy, Norman und Sarah den Flugplatz von Pontypandy. Gemeinsam mit Krystyna erkunden sie die ganzen Anlagen, den Kontrollraum und sogar das Innere von FireSwift. Doch Frau Chen startet das riesige Rettungsflugzeug versehentlich. Nur Normans Erfahrung als Pilot in Videospielen kann das Schlimmste verhindern – selbst landen kann er die Maschine jedoch auch nicht. |
| 14.22         | Das Back-Debakel                        |                                    |                                                                           | Die Pontypandy-Pfadfinder sollen das Back-Abzeichen in Gwendolyns Kabeljau Café erwerben. Trevor schlägt einen einfachen Marmorkuchen vor, doch die Kinder wollen eine aufwändige Jupiter-Motivtorte backen. Dafür brauchen sie noch einen weiteren Backofen und fahren zu den Floods. Doch Mike hat sich davor gedrückt, den Backofen zu reinigen. Eine dicke Fettschicht im Ofen gerät in Brand und schnell steht die ganze Küche in Flammen. |
| 14.23         | Der Aufrechte Oktopus                   |                                    |                                                                           | Mandy möchte sich das Yoga-Abzeichen der Pfadfinder verdienen. Dafür muss sie den anderen eine schwierige Übung beibringen: den Aufrechten Oktopus. Leider findet sie dafür keinen ungestörten Ort. Erst stört Mikes Laubbläser, dann ist Buddler hinter Mandys Yoga-Ball her. Als er in Richtung Felsklippen jagt, versucht Mandy ihn aufzuhalten, bis beide hinunter stürzen. Zum Glück landen sie auf einem Felsvorsprung, doch wie kommen sie wieder herauf? |
| 14.24         | Die Gokart-Challenge                    |                                    |                                                                           | Mike baut für Hannah, Mandy und Peter Bahnen für ein Gokart-Rennen auf. Weil Peter beweisen will, dass er der schnellste und wendigste Gokart-Fahrer ist, überredet er Mike, eine Bahn mit einer besonders engen Kurve zu bauen. Aber Peter übertreibt es und fährt ohne zu bremsen die steile Abfahrt hinunter. Im hohen Bogen fliegt er aus der Kurve und der Gokart rast mitten in Mikes Barbecue hinein. Prompt steht der ganze Wald in Flammen. |
| 14.25         | Der Werfuchs                            |                                    |                                                                           | Norman und Hannah sollen Mike als Rätsel-Löser aushelfen. Dieser hat nämlich nach dem Aufstehen sehr merkwürdige Spuren in der Küche entdeckt: Milchpfützen, Essensreste und Pfotenspuren. Die Rätsel-Löser entdecken bei ihren Ermittlungen dazu ein Büschel Fuchshaare. Ist Mike etwa ein Werfuchs? Da er sich jederzeit wieder verwandeln könnte, flieht Mike mit dem Pontypandy Express. Dummerweise funktioniert die Bremse an dem Zug nicht mehr. |
| 14.26         | Ein Fest für Hauptfeuerwehrmann Steele  |                                    |                                                                           | Im Zuge seines Jubiläums wird Hauptfeuerwehrmann Steeles stetiger Einsatz im Dienste der Feuerwehr gefeiert. Joe und Mike haben ein großes Feuerwerk vorbereitet. Doch Hannah, James und Peter können sie überzeugen, die stinkenden, lärmenden Raketen durch eine Drohnen-Show zu ersetzen. Leider sind die beiden mit der Technik nicht vertraut. Die wildgewordenen Drohnen krachen in die Kisten mit dem Feuerwerk und im Nu steht halb Pontypandy in Flammen. |
| 15.01         | Gefährliches Lagerfeuer                 |                                    |                                                                           | Moose fährt mit Hannah, James, Mandy und Peter für einen spannenden „Großen Natur-Abenteuer-Tag“ in den Wald. Er will ihnen beibringen, wie man Kartoffeln am Lagerfeuer gart. Doch die Zubereitung seiner „Lagerfeuer-Leckerknollen“ dauert den Kindern zu lange. Sie langweilen sich und haben Hunger. Moose wird hektisch und lässt dadurch das Lagerfeuer aus den Augen. Im Nu entwickelt sich ein Waldbrand. |
| 15.02         | Die Wildschweine sind los               |                                    |                                                                           | Annie, die Cousine von Penny, ist nach Pontypandy gezogen, um dort einen Bauernhof zu übernehmen. Zwei Tiere hat sie mitgebracht, die Wildschweine Luke und Karl. Als Trevor sie fotografiert, jagen die Wildtiere erschreckt davon. Karl ist schnell wieder eingefangen, doch Luke springt in den Fluss. Annie folgt ihm ins Wasser, um ihn rauszutreiben. Die Strömung ist allerdings so stark, dass Annie droht auf das offene Meer hinauszutreiben. |
| 15.03         | Die Kegelrobben-Sichtung                |                                    |                                                                           | Jodie hat eine Bootstour organisiert, um Kegelrobben zu beobachten. Um sie besonders gut zu sehen, hat James das Fernglas seines Vaters mitgebracht. Aber ist er der einzige, der keine sieht? Immer wenn er hinschaut, sind die Robben schon abgetaucht. Als es Zeit ist, an Land zu gehen überredet James seine Mutter, noch länger nach den Kegelrobben Ausschau zu halten. Sie merken dabei nicht, dass sie immer weiter auf das offene Meer hinaustreiben. |
| 15.04         | Gefährliche Strömung                    |                                    |                                                                           | Das Zeltlager der Pfadfinder steht unter Wasser, da der Fluss von Pontypandy über die Ufer getreten ist. Mandy ist verzweifelt, weil ihr Pfadfinderheft noch im Zelt liegt und Norman trauert um seine Sandwiches. Doch dann sieht er seine Brotbox und Mandys Heft auf dem Wasser treiben. Auf einem umgedrehten Campingtisch retten die beiden Kinder ihre Sachen. Doch als sie zurück paddeln wollen, merken sie, dass die Strömung sie gepackt hat. |
| 15.05         | Das Pontypandy-Kürbis-Phantom (1)       |                                    |                                                                           | In Pontypandy findet das große Kürbis-Festival statt. Doch neben den geplanten Aktivitäten im Park tauchen plötzlich überall in der Stadt Kürbisse auf. Außerdem sind unheimliche Geräusche zu hören – ein klarer Fall für die Rätsel-Löser! Agent Price und Agentin Sparkes bekommen allerdings Konkurrenz, als die Detektive James und Buddler aufkreuzen. Die behaupten, die einzig wahren Ermittler zu sein. Wer wird den Fall lösen?! |
| 15.06         | Das Pontypandy-Kürbis-Phantom (2)       |                                    |                                                                           | Weder die Rätsel-Löser noch die Detektive konnten klären, woher die unheimlichen Geräusche kommen. Als die Kinder Moose dazu interviewen, ist plötzlich etwas aus dem Wald zu hören. James und Norman rennen den Geräuschen blindlings nach, um endlich zu klären, was dahinter steckt. Ehe sie sich versehen, haben sich die Jungs in den tiefen Wäldern Pontypandys verirrt – und die seltsamen Geräusche kommen immer näher. |
| 15.07         | Theater zum Mittag                      |                                    |                                                                           | Hannah, James, Norman und Sarah präsentieren das „Theater zum Mittag“. Dabei führen die vier das Stück „Die Suche nach dem legendären Pontypandy-Diamanten“ auf. Gleichzeitig erfreuen Charlie und Gwendolyn vom Kabeljau Café das Publikum mit Meeresfrüchte-Delikatessen. Koch Charlie ist allerdings so neugierig, was auf der Bühne passiert, dass er vergisst, dass die Lachsfilets noch auf dem Feuer stehen. |
| 15.08         | Der Dino-Knochen                        |                                    |                                                                           | Die Pontypandy-Pfadfinder wollen ihr Dinosaurier-Abzeichen machen. Unter Trevors Aufsicht suchen sie nach Versteinerungen. Peter entdeckt tatsächlich den Knochen eines Diplodocus. Doch dann kommt Gareth mit Buddler vorbei. Der Hund schnappt sich das Fossil und rennt davon. Beim Versuch den Dino-Knochen zu retten, fällt dieser auf einen Felsvorsprung. Gareth und Trevor wollen das Fossil bergen, stürzen dabei aber selbst in den Abgrund. |
| 15.09         | Der Foto-Wettbewerb                     |                                    |                                                                           | Malcolm ruft zum Foto-Wettbewerb auf: Wer das beste Bild von einem Tier in seinem natürlichen Lebensraum macht, bekommt einen tollen Preis. In kleinen Teams gehen alle auf Foto-Pirsch. Dabei geraten Mandy und Mike bei einem Biberbau in Schwierigkeiten, Sara und James an einen schelmischen Fuchs und für Hannah und Joe wird es unter Wasser echt gefährlich. Beim Versuch Robben beim Jagen abzulichten setzt Hanna das U-Boot ihres Vaters auf Grund. |
| 15.10         | Chaos auf dem Bauernmarkt               |                                    |                                                                           | Annie hat den ersten Bauernmarkt von Pontypandy organisiert. Mandy, Norman, Sarah und James helfen ihr, Apfelkuchen und frischen Apfelsaft zu verkaufen. Als Sarah feststellt, dass der Saft nur tröpfchenweise aus dem Entsafter kommt, belädt sie ihn entgegen Annies Anweisung körbeweise mit Äpfeln. Plötzlich schießen die Äpfel wie Geschosse aus der Maschine. Auch Malcoms Grill wird getroffen, kippt um und rasend schnell breitet sich ein Feuer aus. |
| 15.11         | Die beste Bücherei der Welt             |                                    |                                                                           | Für die Pontypandy-Lesewoche hat Mandy im Park eine Nachbarschafts-Bücherei eingerichtet. Das Projekt findet so großen Anklang, dass bald keine Bücher mehr zum Ausleihen da sind. Mandy bittet Norman und James weitere Bücher aus der Feuerwache zu holen. Um möglichst schnell zu sein, nehmen die Jungs mit dem Rollwagen voller Bücher eine steile Abkürzung zum Park. Der Bücherwagen gerät außer Kontrolle und löst eine gefährliche Kettenreaktion aus. |
| 15.12         | Die Campingkocher-Katastrophe           |                                    |                                                                           | Es gibt neue Westen für die Pfadfinder von Pontypandy. Aber um sie tragen zu dürfen, müssen sich die Kinder erst ein Abzeichen verdienen. Die Aufgabe: Wie kocht man eine Tasse Tee? Peter will den perfekte Tee zubereiten und macht sich mit Mandy und Trevor dafür auf in den Wald. Trevor pflückt in einem Baum Blätter für den Tee, doch da fällt der Wassertopf vom Campingkocher und im Bergsteiger-Erlebnispark bricht ein Feuer aus. |
| 15.13         | Die Biber sind los!                     |                                    |                                                                           | Biber verursachen einen Stromausfall in Pontypandy! Nicht nur ist überall das Licht ausgefallen – ohne Strom funktionieren auch die Gefrierschränke in Dilys’ Laden nicht! In heller Panik trägt Dilys mit Norman, Hannah und Peter die ganze Tiefkühl-Ware auf die Straße. Dabei kippt unbemerkt eine der vielen Kerzen um, die Dilys als Notbeleuchtung aufgestellt hat und plötzlich brennt der Laden lichterloh. |
| 15.14         | Wo ist Samtpfötchen?                    |                                    |                                                                           | Mandy, Peter, Norman und Hannah helfen Annie bei der Gemüseernte. Mandy möchte sich lieber um die Tiere kümmern, doch leider leben nur wilde Tiere auf dem Bauernhof. Als Penny mit ihrer Katze vorbeikommt, bietet Mandy an, auf Samtpfötchen aufzupassen. Leider lässt Mandy dabei den Katzenkorb auf und Samtpfötchen läuft weg. Bei dem Versuch sie wieder einzufangen, landet die Katze samt Korb im Fluss und treibt darin in Richtung Meer. |
| 15.15         | Hunde gegen Katzen                      |                                    |                                                                           | Mandy und Sarah machen einen Film darüber, was Hunde und was Katzen gut können. Da Mandy meint, dass Katzen schlauer sind als Hunde, will sie etwas finden, bei dem Buddler gewinnen kann. Aber keine Chance, selbst bei der „Hol den Ball“-Challenge versagt er. Bleibt nur noch Leckerli schnüffeln. Dabei ist Buddler so aufgeregt, dass er Mike umrennt, der am Herd steht und brät. Im Nu steht das Haus der Floods in Flammen und Tiger ist eingeschlossen. |
| 15.16         | Panik beim Picknick                     |                                    |                                                                           | Sam, Pennie und Krystyna genießen ihren freien Tag auf Annies Farm. Sie hat zum großen Picknick auf ihrem Hof eingeladen und Malcolm kümmert sich wie immer um den Grill. Als Hannah, James und Mandy feststellen, dass sie keine Spiele mitgebracht haben, denkt sich Peter lustige Spiele aus. So wird eine Grillschale zum Frisbee umfunktioniert, doch das fliegende Ding wird zu einer Gefahr für die Gäste. Auch die anderen Spiele lösen Chaos aus. |
| 15.17         | Eine echte Sensation                    |                                    |                                                                           | Mandy und Sarah sind bei Annie auf dem Hof, um einen Beitrag für die „Katy Knüller Show“ zu filmen. Es soll ein Bericht über die Wildschweine werden, aber als Katy dazukommt, erscheint ihr das alles nicht spannend genug. Sie will aufregende Bilder aus faszinierenden Perspektiven. Dafür klettert Katy sogar auf einen hohen Baum und bringt sich dadurch in ernste Gefahr. Werden Mandy und Sarah die „Katy Knüller Show“ retten können? |
| 15.18         | Gefangen im Schlamm                     |                                    |                                                                           | Moose, Malcolm und Tom – die wilden Männer von Pontypandy – gehen wandern. Dabei beschädigen sie den Zaun, den Annie wegen ihrer Wildschweine Luke und Karl aufgestellt hatte. Und genau dieses Loch im Zaun nutzt Luke, um davonzulaufen. Bei dem Versuch, das Wildschwein wieder einzufangen, bewegt sich Moose immer weiter in das sumpfige Gebiet und droht im Schlamm zu versinken. Und dann setzt auch noch die Flut ein! |
| 15.19         | Verloren ohne Kompass                   |                                    |                                                                           | Trevor macht mit den Pfadfindern und Dilys eine Abendwanderung zum Biberdamm. Aus Freude über die Einladung schenkt Dilys ihrem Schwarm ein recht aufdringlich riechendes Aftershave. Trevor trägt den Duft voller Stolz und um Dilys zu beweisen, wie gut er sich in der Gegend auskennt, will er die Wanderung ohne Kompass bestreiten. Bald schon bricht die Dunkelheit herein und die Gruppe verirrt sich heillos im Wald. |
| 15.20         | Peter und der James-Bot                 |                                    |                                                                           | Peter, James, Hannah und Norman haben einen Robo-Club. Einmal im Jahr treten ihre kleinen Roboter gegeneinander an. Bisher hat immer der „NormanTron“ von Norman und Hannah gewonnen. Und jedes Mal hat Norman danach freudig seinen „Robo-Tanz der Sieger“ dargeboten. Das nervt James so sehr, dass er sich von Peter diesmal zum Schummeln verleiten lässt. Doch dann versagt die Technik ihres „James-Bots“, was gefährliche Folgen hat. |
| 15.21         | Versteckspiele                          |                                    |                                                                           | Sam und die anderen vom Rettungsteam veranstalten eine große Rettungsübung auf Annies Farm. Eine Gruppe Freiwilliger versteckt sich und das Rettungsteam versucht, sie schnellstmöglich zu finden. Wie schon seit ihrer Kindheit ist Penny wild entschlossen, Annie zu finden und Annie tut alles, damit Penny sie und ihr Team nicht entdeckt. Dabei lässt sie die Vorsicht außer Acht – James stürzt in den Fluss und treibt hilflos von davon. |
| 15.22         | Eine Party für Peter                    |                                    |                                                                           | Zu Peters Geburtstag organisieren Hannah und Norman eine Pool-Party und es soll die beste aller Zeiten werden. Aber mit ihrer Hektik bringt Hannah alle durcheinander. Als sie Mike mit einer Megaphon-Durchsage erschreckt, lässt der die Wimpel-Girlande los. Die fällt auf die schwimmenden Lichterkerzen im Pool und im Nu stehen die Wimpel in Flammen. Über das Band der Girlande breitet sich rasend schnell ein Feuer aus. |
| 15.23         | Die Sieben Wunder von Pontypandy        |                                    |                                                                           | Mandy macht mit ihren Eltern, ihrem Onkel Malcolm und Norman eine Wanderung. Aber während sich Helen entspannen und Malcolm vor allem Tier-Fotos machen möchte, ist Mandy ganz wild darauf, alle Sieben Wunder von Pontypandy an einem Wochenende zu sehen. Ein ziemlich ehrgeiziges Programm. Also treibt Mandy die Gruppe an und in der Hektik fällt Mike der Rucksack in das Lagerfeuer des gestrigen Abends, in dem die Glut noch glimmt. |
| 15.24         | Der Fisch-Dieb                          |                                    |                                                                           | Im Kabeljau Café steht als Mittagstisch „Brasse à la Gwendolyn“ auf der Karte, aber irgendwer klaut ständig die Brassen! Gwendolyn ist ratlos, doch zum Glück gibt es Detektiv James. Der nimmt sofort die Ermittlungen auf. Die Spuren am Tatort sind ziemlich eindeutig – der Täter hält sich viel im Wasser auf. James ist so sehr damit beschäftigt, sich als große Spürnase aufzuführen, dass er mit seinem Getue eine gefährliche Kettenreaktion auslöst. |
| 15.25         | Annies Tier-Parade                      |                                    |                                                                           | Auf Annies Bauernhof findet eine große Tierparade statt. Alle sind mit ihren Lieblingen da: Elvis mit Schnuffi, James mit Tiger, Gareth mit Buddler, Feuerwehrhauptmann Steele mit Meerschweinchen Norris und Polizeihauptmeisterin Ravani mit Kilo. Peter, Norman und Hannah würden auch gern mitmachen, nur leider haben sie kein Tier. Da kommt Peter auf die unvernünftige Idee, Wollie und Lämmchen von der Wiese zu holen. |
| 15.26         | Normans witzige Welt der Erwachsenen    |                                    |                                                                           | Dereks Livestream über die witzige Welt der Hunde ist ein voller Erfolg. Das wurmt Norman, denn sein Livestream über die Geschichte der Gewürzgurke hat kaum Likes. Hannah schlägt ihm vor, ihren Vater bei seinen Experimenten zu filmen. Bei denen geht immer etwas schief und sowas kommt im Netz immer gut an. Aber als Joes raketengetriebenes Hovercraft außer Kontrolle gerät, wird aus Spaß plötzlich Ernst. |

## Synchronisation
Feuerwehrmann Sam wurde in über 40 Ländern verkauft und in ca. 20 Sprachen synchronisiert.
Eine vollständige Stimmbesetzung wurde mit der fünften Staffel eingeführt. Davor wurden alle Charaktere von einem Erzähler gesprochen.
Die deutsche Synchronisation der Staffeln 6–12 wird von der Studio Hamburg Synchron GmbH erstellt.
Dialogregie führt Sascha Draeger, die Übersetzungen und deutschen Dialogbücher stammen von Stefan Eckel und Ulrich Georg.
| Rollenname                        | Englische Sprecher                                              | Deutsche Synchronisation                                             |
| --------------------------------- | --------------------------------------------------------------- | -------------------------------------------------------------------- |
| Erzähler (Staffeln 1–4)           | John Alderton                                                   |                                                                      |
| Feuerwehrmann Sam                 | John Sparkes (Staffel 5) Steven Kynman (ab Staffel 6)           | Sebastian Christoph Jacob (Staffel 5) Clemens Gerhard (ab Staffel 6) |
| Hauptfeuerwehrmann Steele         | David Carling                                                   | Hasso Zorn (Staffel 5) Achim Schülke                                 |
| Feuerwehrmann Elvis Cridlington   | Steven Kynman Andrew Hodwitz                                    | Christoph Banken (Staffel 5) Oliver Böttcher                         |
| Feuerwehrfrau Penny Morris        | Ashley Magwood Tegwen Tucker                                    | Antje von der Ahe (Staffel 5) Simona Pahl                            |
| Feuerwehrfrau Ellie Phillips      | Harriet Kershaw Alexandra Mardell                               | Liza Ohm                                                             |
| Feuerwehrmann Arnold McKinley     | John Hasler                                                     | Jesse Grimm                                                          |
| Krystyna Kaminski                 | Krystyna O’Brien                                                | Vanessa Czapla                                                       |
| Peter Kaminski                    | Arthur Smith Galiano                                            | Cem Lukas Yeginer                                                    |
| Norman Price                      | John Sparkes Steven Kynman Carter Treneer                       | Lukas T. Sperber Florian Leroy Gregor Schade                         |
| Mandy Flood                       | Su Douglas Ayesha Antoine                                       | Merete Brettschneider                                                |
| Sarah Jones                       | Tegwen Tucker Lily Cassano                                      | Kim Mayhew Carlotta Pahl                                             |
| James Jones                       | Steven Kynman Jonah Ain John Hasler                             | Henry Schneider                                                      |
| Hannah Sparkes                    | Jo Wyatt Margaret Brock                                         | Kim Mayhew                                                           |
| Tom Thomas                        | John Sparkes (Staffel 5) David Carling (ab Staffel 6)           | Ole Jacobsen                                                         |
| Ben Hooper                        | Alex Lowe                                                       | Marcus Just                                                          |
| Moose Roberts                     | Nigel Whitmey                                                   | Sascha Draeger                                                       |
| Jodie Phillips                    | Ayesha Antoine                                                  | Nadine Wöbs                                                          |
| Polizeimeister Malcolm Williams   | Colin McFarlane                                                 | Samuel Zekarias                                                      |
| Polizeihauptmeisterin Rose Ravani | Sasha Behar                                                     | Caroline Kiesewetter                                                 |
| Gwendolyn Jones                   | Tegwen Tucker Margaret Brock                                    | Joey Cordewin                                                        |
| Charlie Jones                     | Steven Kynman Jacob James                                       | Benjamin Morik                                                       |
| Mike Flood                        | David Carling Scott Lancastle                                   | Dennis Schmidt-Foß (Staffel 5) Philip Schwarz (ab Staffel 6)         |
| Helen Flood                       | Su Douglas Ayesha Antoine                                       | Dagmar Dreke                                                         |
| Joe Sparkes                       | Alex Lowe                                                       | Tetje Mierendorf                                                     |
| Lizzy Sparkes                     | Jo Wyatt                                                        | Tanja Dohse                                                          |
| Dilys Price                       | Su Douglas Sarah Lynn Strange                                   | Tina Eschmann                                                        |
| Trevor Evans                      | David Carling Gary Wilmot                                       | Jürgen Holdorf                                                       |
| Gareth Griffiths                  | Ifan Huw Dafydd (Staffel 8 bis 11) Gary Andrews (ab Staffel 12) | Henry König                                                          |
| Frau Chen                         | Tegwen Tucker Siu-See Hung                                      | Kerstin Draeger                                                      |
| Lily Chen                         | Su Douglas Lily Cassano                                         |                                                                      |
| Hauptbrandmeister Boyce           | David Carling Joe Marth                                         |                                                                      |
| Professor Pickles                 | Alex Lowe                                                       |                                                                      |
| Anmerkung: 1.                     |                                                                 |                                                                      |

### Namen in der Übersetzung
In vielen Übersetzungen behielten fast alle Personen ihren englischen Namen, in einigen wurden jedoch fast alle geändert, auch der Ortsname.
| Englisch               | Deutsch                           | Niederländisch   | Französisch              | Arabisch              | Hebräisch    | Ungarisch                |
| ---------------------- | --------------------------------- | ---------------- | ------------------------ | --------------------- | ------------ | ------------------------ |
| Pontypandy             | *                                 | Piekepolder      | *                        | Achlám                | *            | Körmöspálcás             |
| Sam Jones              | *                                 | *                | Sam Joineau              | Sámi                  | Sami         | *                        |
| Elvis Cridlington      | *                                 | Elvis Chrispijn  | Elvis Portillon          | Aiman                 | *            | *                        |
| Penny Morris           | *                                 | Jenny            | Julie Maurice            | Emán                  | *            | *                        |
| Station Officer Steele | Hauptfeuerwehrmann Steele         | commandant Staal | Commandant Ernest Steele | Salím                 | *            | Steele tűzoltóparancsnok |
| PC Malcolm Williams    | Polizeimeister Malcolm Williams   |                  |                          |                       |              |                          |
| Sgt. Rose Ravani       | Polizeihauptmeisterin Rose Ravani |                  |                          |                       |              |                          |
| Tom                    | *                                 | *                | *                        | Fádi                  | *            | *                        |
| Trevor Evans           | *                                 | Klaas            | Tristan Volant           | Támer                 | *            | *                        |
| Familie Price          | *                                 | fam. Puk         | fam. Prime               |                       |              | *                        |
| Dilys                  | *                                 | Dieuwertje       | Denise                   | Laila                 | Arbella      | *                        |
| Norman                 | *                                 | Norbert          | Nicolas                  | Muschen               | Adam         | *                        |
| Derek                  | Derik                             |                  | Damien                   |                       | Daniel       | *                        |
| Familie Jones          | *                                 |                  | fam. Joineau             |                       | *            | *                        |
| Charlie                | *                                 | Karel            | Charlie Joineau          | Schádi                | *            | *                        |
| Bronwyn                | Gwendolyn                         | Brenda           | Béatrice                 | Samíha                | Bella        | *                        |
| James                  | *                                 | Jaap             | Matthieu                 | Fáris                 | *            | *                        |
| Sarah                  | *                                 | Sara             | *                        | Sara                  | *            | *                        |
| Familie Flood          | *                                 | fam. Voet        | fam. Carreau             |                       | *            | *                        |
| Mike                   | *                                 | Mark             | Max                      | Fátchi                | *            | *                        |
| Helen                  | *                                 | Nellie           | Hélène                   | Hánna                 | *            | *                        |
| Mandy                  | *                                 | *                | Marie                    | *                     | *            | *                        |
| Tiere                  |                                   |                  |                          |                       |              |                          |
| Radar                  | Schnuffi                          | *                |                          | Dschemsjún            | Rexi         | *                        |
| Lion                   | Tiger                             | Tijger           |                          | Mischmisch (Aprikose) | Arieh (Löwe) | Oroszlán                 |

Auch Sam behielt fast immer seinen Namen, nur auf Arabisch und Hebräisch heißt er Sami. Auch das Titellied, das von Ben Heneghan und Ian Lawson komponiert wurde, erhielt jeweils eine Übersetzung. Im Arabischen wurde darauf verzichtet, dort gibt es nur die Melodie zu hören.
| Sprache        | Titel                        | Titellied                | Staffeln |
| -------------- | ---------------------------- | ------------------------ | -------- |
| Walisisch      | Sam Tân                      | Arwr ein pentref bach ni | 1–9.26   |
| Englisch       | Fireman Sam                  | The Hero next door       | 1–9      |
| Dänisch        | Brandmand Sam                |                          |          |
| Deutsch        | Feuerwehrmann Sam            |                          |          |
| Französisch    | Sam le pompier               |                          |          |
| Italienisch    | Sam il pompiere              |                          |          |
| Niederländisch | Brandweerman Sam             | De held van de buurt     | 5–9      |
| Norwegisch     | Brannmann Sam                |                          |          |
| Polnisch       | Strażak Sam                  |                          |          |
| Portugiesisch  | O Bombeiro Sam               |                          |          |
| Rumänisch      | Pompierul Sam                |                          |          |
| Russisch       | Пожарный Сэм (Pozharnyy Sem) |                          |          |
| Slowenisch     | Gasilec Samo                 |                          |          |
| Spanisch       | Sam el bombero               |                          |          |
| Tschechisch    | Požárník Sam                 |                          |          |
| Türkisch       | İtfaiyeci Sam                |                          |          |
| Ungarisch      | Sam, a tűzoltó               |                          | 1–10     |
| Arabisch       | (Sami ragul al-Itfaa')       |                          | 6–7      |
| Hebräisch      | (Sami Hakabai)               | (hu hakabai bebo)        |          |
| Persisch       | (Âtashneshân Sam)            |                          |          |

## Kinofilme
2010 kam der einstündige Film Pontypandy in Gefahr (englischer Originaltitel The Great Fire of Pontypandy) heraus. In diesem wird Sam die Leitung der Feuerwache in Newtown angeboten, und es bedroht ein großer Waldbrand den Ort.
Im Januar 2016 wurde der 63-minütige Kinofilm Feuerwehrmann Sam – Helden im Sturm in den deutschen Kinos uraufgeführt und danach sporadisch, oft nur einmal in der Woche zur Mittagszeit, für Kinder in den Kinos gezeigt. Mit dem Kinofilm finden neue Figuren und neue Fahrzeuge Einzug in die Handlung.
Die deutsche Synchronisation des Kinofilms wurde von der Bavaria Synchron GmbH erstellt. Dialogregie führte Sascha Draeger, die Übersetzung und das deutsche Dialogbuch stammen von Stefan Eckel.
Im Januar 2017 kam ein weiterer, 60-minütiger Film in die Kinos: Feuerwehrmann Sam – Achtung Außerirdische!
Im Januar 2019 kam der vierte Film um Feuerwehrmann Sam in die Kinos. Der 64-minütige Film trägt den Titel: Feuerwehrmann Sam – Plötzlich Filmheld!
Im Juni 2021 erschien der fünfte Film mit Feuerwehrmann Sam. Er erschien erstmals im Dezember 2020 mit dem Titel Feuerwehrmann Sam – Helden fallen nicht vom Himmel (englischer Originaltitel Norman-Man and the Mystery in the Sky).
Weitere Produktionen
- 1994 entstand auch das Bühnenstück „Fireman Sam in Action“, das auch auf DVD erhältlich ist.

## Auszeichnungen
- Deutschland: Goldene Schallplatte im Kids Award
  - 13× Gold
  - 1× Platin[21]

## Kontroversen
Im Juli 2016 wurde entdeckt, dass in der siebten Folge der neunten Staffel eine Seite des Korans (Sure Al-Mulk (67), Verse 13–26) zu sehen war, nachdem Elvis über diese gerutscht ist. Produktionsfirma Mattel entschuldigte sich dafür:

“Someone from production company thought they were just putting in random text. We have no reason to believe it was done maliciously.”

„Jemand von der Produktionsfirma dachte man würde lediglich zufälligen Text einfügen. Für uns besteht kein Grund zur Annahme, dass aus Boshaftigkeit gehandelt wurde.“

Die BBC bekam mehr als 1000 Beschwerden und schickte diese zu Channel 5, da BBC Feuerwehrmann Sam seit 2008 nicht mehr zeigt.